# Hình tượng loài chim trong văn hóa

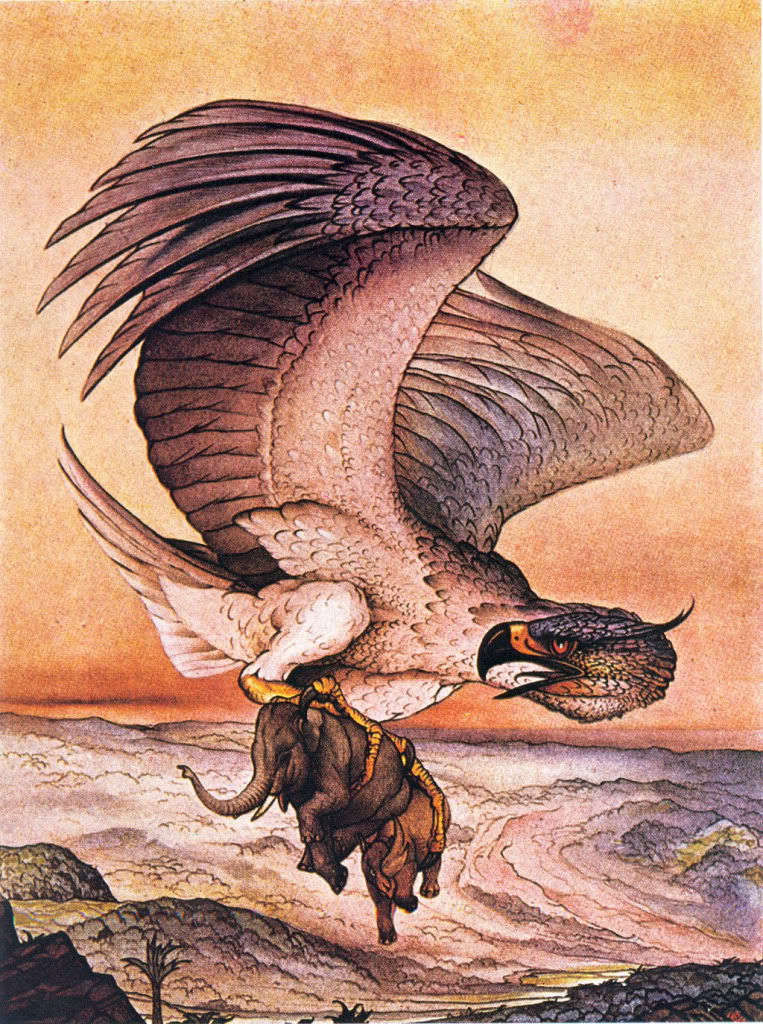
Minh họa về Quái điểu Roc (Rukh/رخ) của vùng Trung Đông, chúng có thể nguyên tác từ những con chim voi khổng lồ từng sinh sống trên trái đất

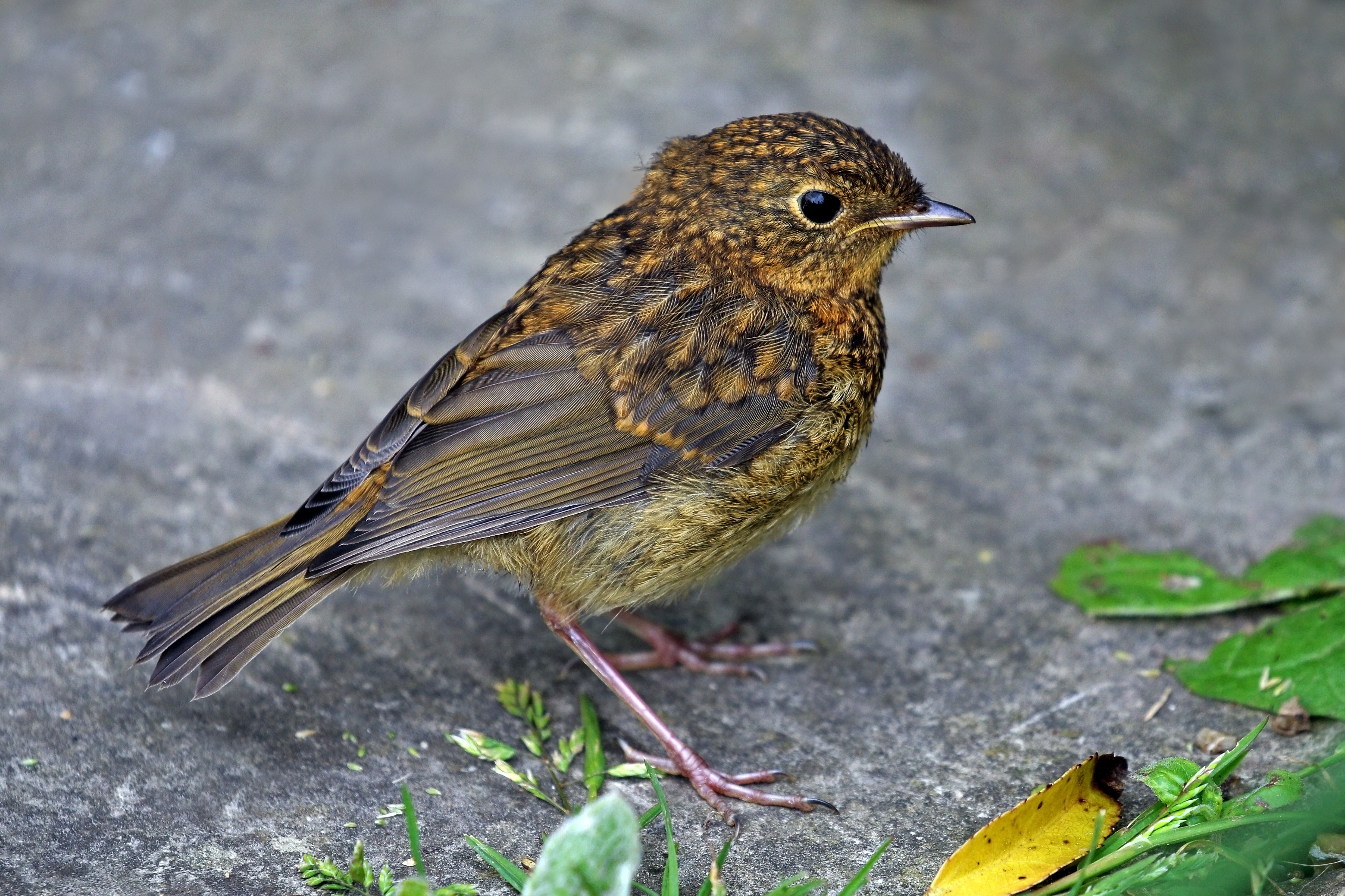
Một chú chim nho nhỏ

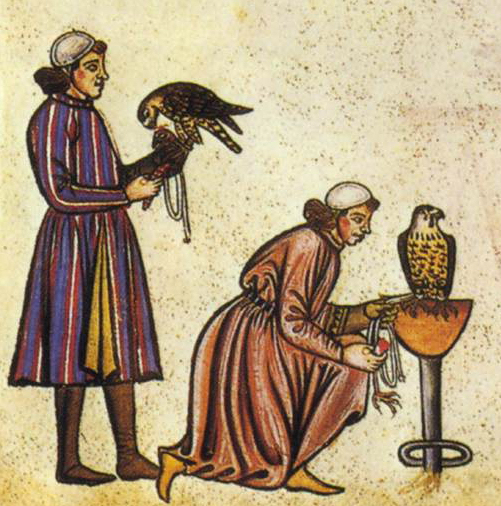
Chi tiết về hai người nuôi chim ưng thời Trung cổ De arte venandi cum avibus, c. 1240

Hình tượng các loài chim muông ảnh hưởng sâu đậm trong nền văn hóa và đời sống con người ở khắp nơi trên thế giới. Các loài chim muông (chim chóc) trong hàm nghĩa văn hóa được tiếp cận theo nghĩa rộng là tất cả các giống loài điểu cầm thuộc lớp chim (Aves) đã và đang là một phần quan trọng của văn hoá con người, theo nghĩa rộng của hành vi xã hội, phong tục tập quán, bao gồm nhưng không giới hạn ở các hình thức biểu hiện như nghệ thuật, âm nhạc và tôn giáo tín ngưỡng trong suốt hàng ngàn năm qua.
Xã hội loài người trong lịch sử đã thuần hóa sử dụng cả gia cầm, thủy cầm cả về mặt kinh tế, kể cả dùng làm thức ăn, và phi kinh tế như phục vụ cho thể thao (săn bắn), vui chơi và cảm hứng nghệ thuật. Các loài chim đã xuất hiện trong thần thoại và tôn giáo của nhiều nền văn hoá từ thời Ai Cập cổ đại trở đi. Ví dụ, nữ thần Hy Lạp Cổ đại Athena có một con cú nhỏ làm biểu tượng của mình, trong khi ở Ấn Độ con công tượng trưng cho Mẹ Trái Đất. Các loài chim thường được xem như là những biểu tượng, cho dù nó là biểu tượng mang lại may mắn (điềm tốt) hay cái chết (điềm gở), sự thiêng liêng, hoặc được sử dụng trong biểu tượng huy hiệu (heraldry).

## Dấu ấn văn hóa

### Vai trò đời sống
Về phương diện giải trí, chim ăn thịt đã được sử dụng trong trò nuôi chim săn, trong khi chim chóc đã được nuôi nhốt vì tiếng hót và màu sắc của chúng. Các loài chim khác đã được đưa ra cho các môn thể thao truyền thống của con người như đá gà và đua chim bồ câu. Ngắm chim (chơi chim) cũng phát triển thành một hoạt động giải trí lớn. Chim có nhiều hình dạng khác nhau và được thể hiện trong nghệ thuật của con người, bao gồm tranh, điêu khắc, thơ và văn xuôi, âm nhạc, múa ba lê truyền thống (chẳng hạn như vở Hồ thiên nga), phim ảnh và thời trang. Theo Phật thoại, Uyên ương (Vịt) là một trong các hóa thân của Phật nên trong nghệ thuật Việt Nam, Uyên ương xuất hiện phổ biến trong trang trí kiến trúc cung đình và chùa, tháp thời Lý-Trần, trong tư thế dang cánh đậu trên các viên ngói bò lợp mái.

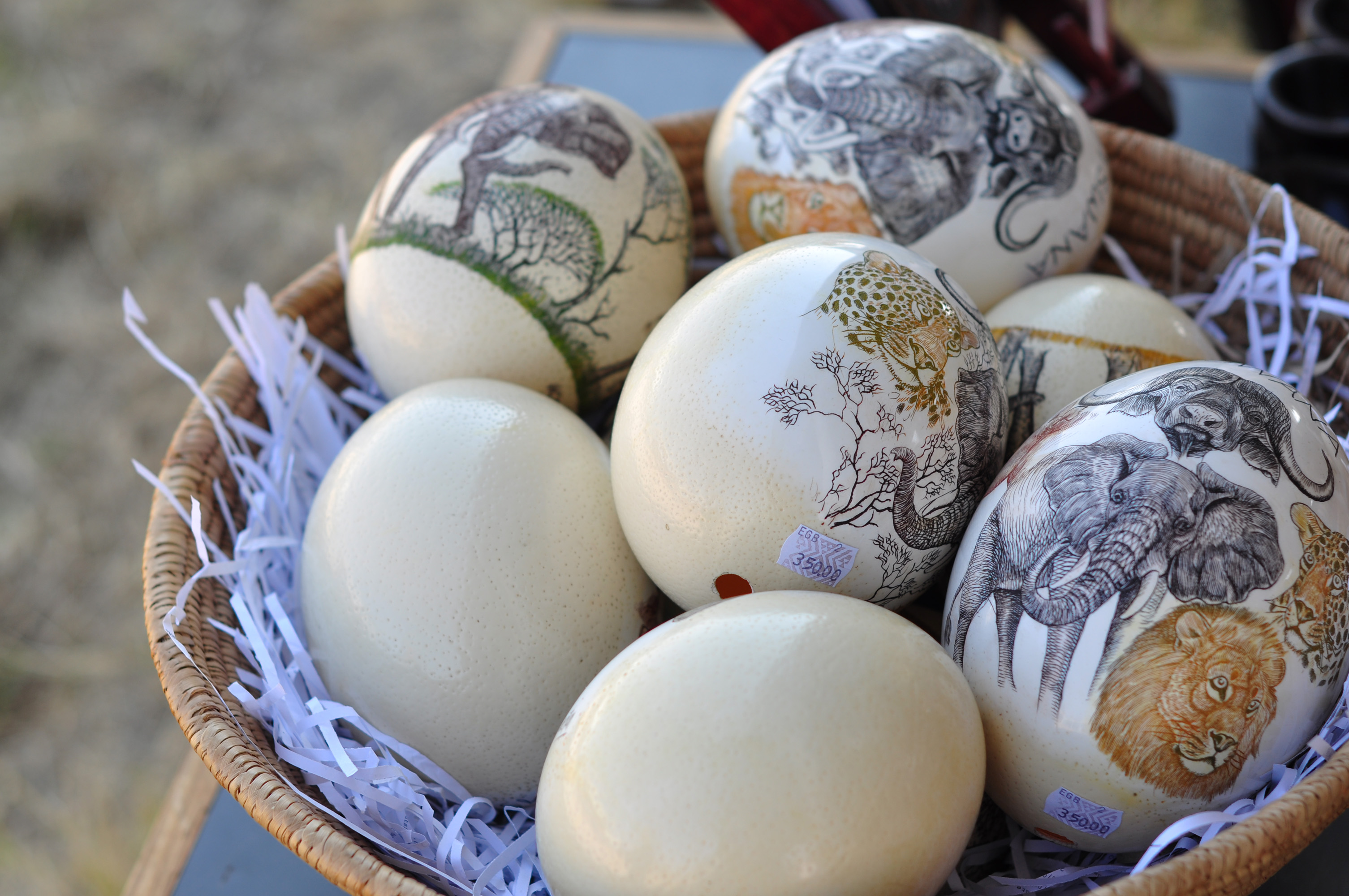
Trứng đà điểu được người châu Phi và La Mã khai thác, sử dụng từ lâu

Về mặt sử dụng trong kinh tế, các loài chim đã bị săn tìm thực phẩm từ thời Palaeolithic. Chúng đã bị bắt và nuôi như gia cầm cung cấp thịt và trứng từ ít nhất là thời Ai Cập cổ đại. Một số loài cũng đã được sử dụng để giúp xác định vị trí hoặc để tìm nguồn thức ăn, như với đánh cá bằng chim cốc và việc sử dụng mật ong. Các lông vũ từ lâu đã được sử dụng để làm giường, cũng như cho bút viết và cho các mũi tên. Ngày nay, nhiều loài đối mặt với sự suy giảm môi trường sống và các mối đe dọa khác do con người gây ra.
Nhờ có những tập tính đặc trưng, các loài chim đã trở thành đề tài lý tưởng để dùng làm minh họa và phép ẩn dụ. Cổ nhân Phương Đông cũng đúc kết: "Chim khôn tiếc lông, người khôn tiếc lời". Trong Kinh Thánh, nhiều câu đề cập đến loài chim giúp đúc rút ra nhiều bài học quan trọng về đời sống và mối quan hệ với Chúa Trời. Trong Kinh Thánh, tộc trưởng Gióp nhận thấy các loài chim cho biết nhiều điều về công việc của Đức Chúa Trời "Khá hỏi... các chim trời, thì chúng nó sẽ bảo cho ngươi. Trong các loài nầy, loài nào chẳng biết rằng tay của Đức Chúa Trời đã làm ra những vật ấy?"-(Gióp 12:7, 9).
Có rất nhiều điều có thể học từ các loài chim khi quan sát chúng với phép ẩn dụ trong Kinh Thánh như hình ảnh chim én sẽ giúp quý trọng nhà của Đức Giê-hô-va, đặt hy vọng nơi Đức Chúa Trời hầu có thể cất cánh bay cao như đại bàng, đến với Chúa Giê-su để được bảo vệ như gà mẹ bảo vệ con mình, hình ảnh con cò nhắc luôn tỉnh thức trước các biến cố thế giới đánh dấu thời kỳ. Trong đời sống, thuật ngữ "chim" hay "cu" còn chỉ về bộ phận sinh dục nam (cùng với con rùa–quy đầu). Ngoài ra, có rất nhiều thành ngữ, tục ngữ trong kho tàng dân gian của các dân tộc trên thế giới có liên quan hoặc ám chỉ về các loài chim chóc. 

Đảng kỳ của Liên minh Quốc gia vì Dân chủ (Miến Điện) với hình con công

Loài chim còn xuất hiện trên Quốc kỳ nhiều nước cũng như cờ hiệu của các địa phương, Đảng kỳ của các chính đảng. Quốc kỳ của Cộng hòa Dominica có hình ảnh một chú vẹt làm trung tâm, đây là loài vẹt đặc hữu của quốc gia này, đang trong tình trạng cần được bảo tồn. Quốc kỳ của Papua New Guinea có hình ảnh chim vàng cách điệu, loài chim được cho là đến từ thiên đường, đã trở thành biểu tượng mang ý nghĩa văn hóa đặc trưng của quốc gia này. Cánh chim thần đại diện cho tự do của quốc gia khi giành được độc lập.
Một số tỉnh thành ở Việt Nam đã sử dụng biểu tượng loài chim trong thiết kế logo nhằm gợi nhắc về những điểm nổi bật của tỉnh. Đối với Đồng Tháp, tỉnh có số lượng sếu đầu đỏ lớn nhất cả nước, sếu đầu đỏ chính là biểu tượng của vùng đất nơi đây. Logo tỉnh Đồng Tháp sử dụng hình ảnh sếu đầu đỏ đang múa, sếu đầu đỏ còn là biểu tượng của lòng chung thủy cũng như tình yêu bền vững, ý nghĩa của logo này nhằm thể hiện sự thanh bình, thịnh vượng, môi trường thiên nhiên trong lành. Logo tỉnh Khánh Hòa sử dụng hình ảnh chim yến, ý nghĩa hình ảnh logo chim yến biểu trưng cho vùng biển Nha Trang-Khánh Hòa. Chim yến là loài chim rất phổ biến trên các đảo nhỏ ở Việt Nam.
Đây là loài chim có rất nhiều tập tính tốt đẹp như trung thành, có sự nhạy cảm và độ cảnh giác cao, chúng có thính giác và ngửi mùi tốt, bay rất nhanh và không đậu. Ở Việt Nam, chim yến sinh sống nhiều nhất ở Khánh Hòa. Logo tỉnh Quảng Nam sử dụng hình ảnh chim phụng Chim phụng (hay Phượng hoàng) là một loài chim truyền thuyết trong văn hóa dân gian Việt Nam. Loài chim này có ý nghĩa tích cực, biểu thị cho đức hạnh, sự duyên dáng và thanh nhã. Đồng thời, nó còn biểu thị cho hòa bình và thịnh vượng của mỗi đất nước. Ý nghĩa của hình ảnh này nhằm biểu trưng cho truyền thống hiếu học của mảnh đất "Ngũ Phụng Tề Phi" vì Quảng Nam đã có 5 người đỗ tiến sĩ, phó bảng trong cùng một khoa thi. Phần đuôi chim phụng được cách điệu thành dòng sông Thu Bồn chảy dài xuyên suốt đất xứ Quảng.

### Trong quan niệm
Các loài chim đã được xem như một biểu tượng, và được sử dụng như vậy, mặc dù nhận thức của các loài chim khác nhau trên khắp các nền văn hoá, một số loài chim có một hình ảnh tích cực ở một số khu vực, một hình ảnh tiêu cực ở những tộc người khác. Những con cú được biểu đạt với sự may mắn, phép thuật, và cái chết ở các phần của châu Phi hoặc điềm xui xẻo ở Việt Nam nhưng được xem là biểu tượng của sự học giả, khôn ngoan (Wisdom) ở hầu hết người châu Âu, ở Mỹ và ngay nay là biểu tượng may mắn ở Nhật Bản. Nếu tự nhiên có một con  chim Thanh Tước, loại chim cổ đỏ (Robin) bay vào nhà thì có nghĩa may mắn sẽ đến và xuất hiện con chim xanh (thanh tước) là báo may mắn tin vui.
Các nhà văn thiên nhiên như Mark Cocker và Richard Mabey, xem xét tình yêu của con người đối với chim, bọn họ cho rằng mọi người cảm thấy sự thân thiện của chim, được lấy cảm hứng từ họ để tạo ra nghệ thuật. Những cảm giác như vậy, lần lượt, đã kích thích ý định để bảo tồn chim và môi trường sống của chúng. Một nền văn học dân gian phong phú về chủ nghĩa biểu tượng đã xuất hiện quanh chim; Nó đã được ghi lại vào đầu thế kỷ XX như là một thứ đã biến mất khỏi ký ức. Các loài chim nói chung sẽ mang lại may mắn khi được đặt ở phía bên phải, đối mặt với hướng Nam căn phòng. Tuy nhiên, việc nuôi nhốt các loài chim trong lồng là không tốt cho phong thủy vì điều này biểu trưng cho sự kém tăng trưởng.

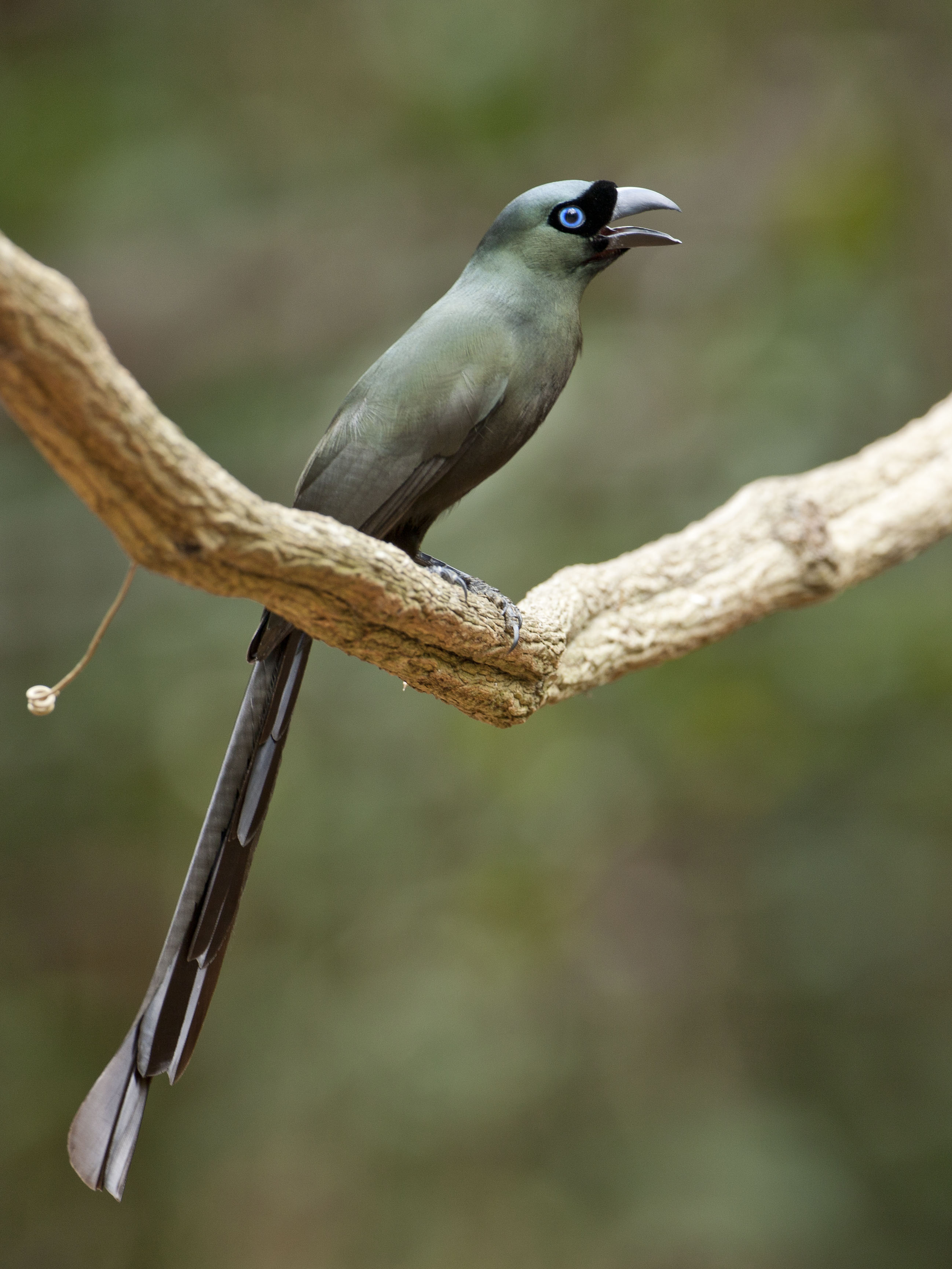
Một con chim khách bay vào nhà sẽ báo hiệu có khách đến thăm

Người xưa thường quan niệm rằng, hiện tượng chim bay vào nhà hoặc rắn bò vào nhà không phải ngẫu nhiên mà đều mang một ý nghĩa nào đó, người xưa thường nói "Đất lành chim đậu" nên trong quan niệm dân gian, đa số các loài chim vào nhà bay lượn, làm tổ hay kêu hót cũng đều được tin là điềm báo tốt, sẽ mang lại thuận lợi, may mắn và phước lành cho gia chủ cùng các thành viên trong gia đình do đó, người xưa tin rằng chim bay vào nhà báo hiệu điềm tốt lành. Tuy nhiên vấn đề chim bay vào nhà sẽ thay đổi tùy từng loại chim. Khi nói đến điềm báo thì quen thuộc nhất là tiếng chim, mỗi loài chim sẽ có những điềm báo với ý nghĩa khác nhau.
Theo truyền thuyết, các loại chim mang lại điều tốt lành cho gia đình gồm chim gõ kiến, con công, thiên nga, vịt trời, chim cút, chim cu, chim én, chim khách, chim sẻ. Trong đó, nếu thấy chim sẻ hay chim khách bay vào nhà nhảy nhót hay kêu trên mái nhà là điềm báo gia đình sắp có tin vui hoặc sắp có khách tới thăm, người ở xa đến vì người ta tin rằng chim khách kêu là báo trước nhà sẽ có khách đến thăm. Trong hội họa Trung Hoa có kiểu tranh Thập toàn báo hỉ (十全報喜) vẽ mười con chim khách đậu trên phiến đá và trên cây tùng hót líu lo báo tin mừng vì chim khách được tin tưởng là báo điềm lành nên tục gọi nó là "hỉ tước" (喜鵲).
Dân gian có câu "chim sa, cá nhảy" để ám chỉ những điều xui xẻo nếu gặp phải hiện tượng này hiện nay chưa có một cơ sở nào để giải thích cho việc xui xẻo do "chim sa, cá nhảy" gây ra, nếu đột ngột có chim bay đập vào cửa là điềm xấu còn nếu nó vỗ cánh bay lượn trước cửa như muốn vào nhà thì điềm báo nguy hiểm gần kề. Nếu vô tình nhìn thấy một đàn chim hoặc một con chim đang bay lại đổi hướng, nhiều khả năng đó là dấu hiệu của sự nguy hiểm, trở ngại hoặc bị kẻ thù hãm hại, tấn công. Nếu chim bay vào nhà rồi chết ngay tại đó đồng nghĩa với việc trong gia đình có thể sắp xảy ra sự việc đau buồn, tang thương nên khi chim bay vào nhà, chẳng may bị chết thì nhiều người dùng gạo, muối gói cùng xác con chim với mong muốn tống tiễn vận hạn nhưng đó chỉ là một phép an thần
Nếu chim vào nhà, đậu ngoài hiên hoặc đậu bên ngoài nhưng chĩa mỏ vào nhà thuộc các loài cú, diều hâu, quạ, chim ác, thì nhà đó có thể sắp gặp điều chết chóc, xui xẻo, người bị bệnh thường khó qua khỏi nên khi cú, quạ, diều hâu bay vào nhà lại mang ý nghĩa xấu và khi đã nghe thấy tiếng loài chim cú gần nhà người đang có bệnh thì cái chết đã đến cận kề, nếu bé gái nghe thấy tiếng cú thì tốt nhất không nên đi đâu vì sẽ gặp nguy hiểm. Tự nhiên có bầy chim bay đến nhà cắn mổ nhau báo hiệu sắp có tranh cãi trong gia đình. Nếu nhà nào nuôi gà và thấy hiện tượng tự nhiên gà mái gáy như gà trống vào buổi sáng, chiều thì đó là biểu hiện của gia đạo xáo động.
Nếu có chim bồ câu trắng bay gần nhà hoặc gần người nào thì báo hiệu điềm tốt, còn chim bồ câu tới đầy sân và làm tổ trên mái nhà là điềm báo gia đình hưng thịnh. Nhưng nếu có bồ câu trắng lạc, bay thằng vào nhà thì lại là báo điều xấu. Nếu bắn và làm bị thương chim bồ câu sẽ nhận sự buồn rầu, nếu đi lấy tổ chim thì có nghĩa đã chuốc lấy sự đau khổ, những điều bất lợi sẽ đến. Nếu ngư dân đi biển bắt gặp chim mòng biển nghĩa là cuộc hành trình sẽ gặp nhiều may mắn, thuận lợi và bình an, nhưng người đi biển nếu thấy chim mòng biển đậu trên đầu họ thì đó là điềm xui xẻo. Với một số ngư dân, họ cho rằng chuyện chim bay vào nhà là điềm gì đặc biệt quan trọng, trong hành lúc đi biển nếu phát hiện một con hải âu bay quanh tàu, có thể hành trình sẽ vướng vào bất hạnh, trở ngại hay sóng gió. Nếu nhìn thấy ba con hải âu bay cùng nhau ngay trên đầu là điềm báo về cái chết tới sớm.

### Trong truyền thống

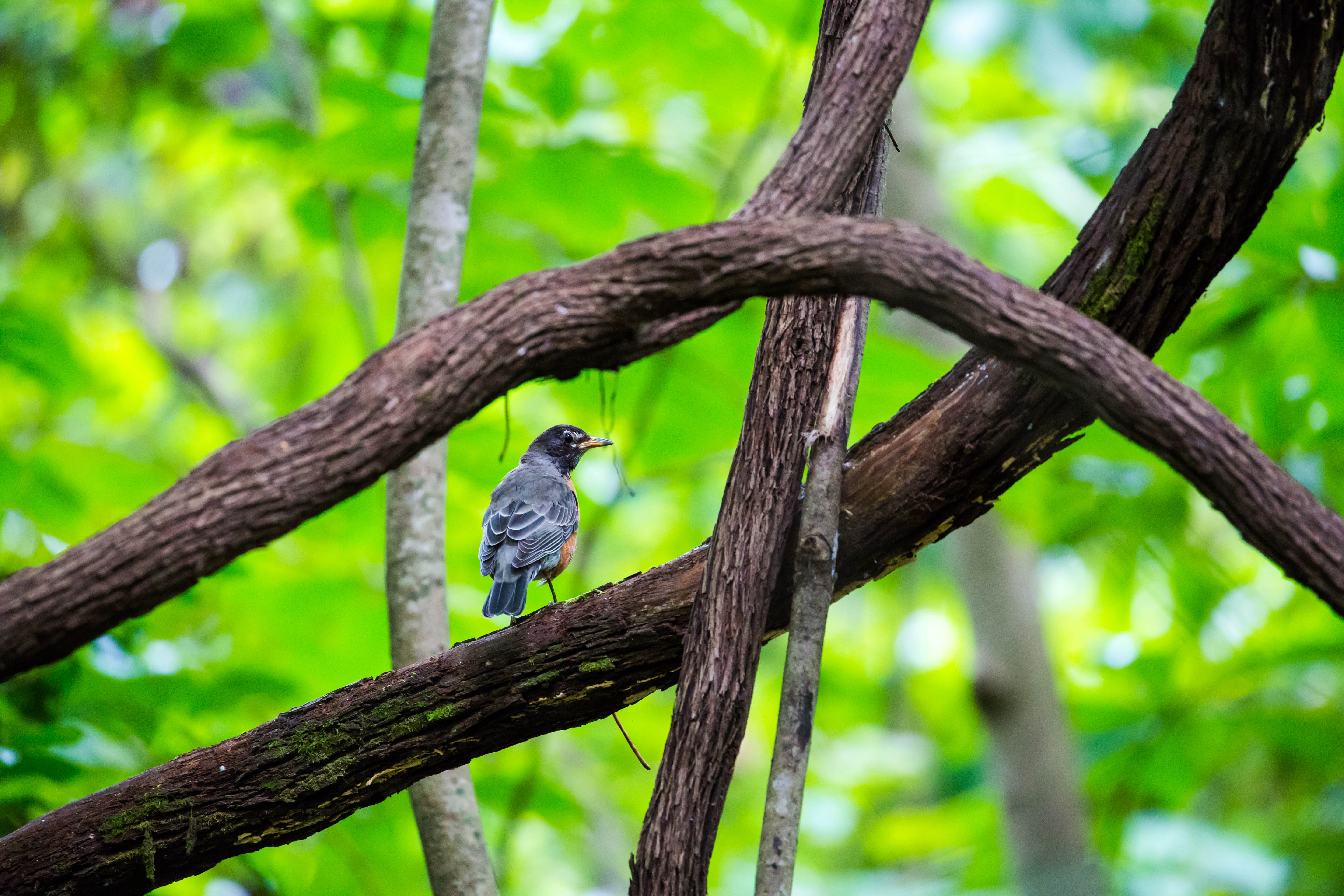
Chú chim cổ đỏ báo hiệu niềm vui

Văn học dân gian người Việt có khá nhiều câu chuyện cổ tích về sự tích các loài chim. Trong bộ Kho tàng truyện cổ tích Việt Nam của Nguyễn Đổng Chi, ở phần thứ nhất mang tên Nguồn gốc sự vật, có tới ít nhất 5 câu chuyện giải thích về nguồn gốc chim muông gồm: Sự tích chim hít cô, Sự tích chim tu hú, Sự tích chim cuốc, Sự tích chim năm trâu sáu cột và bắt cô trói cột và Sự tích chim đa đa. Việc giải thích về nguồn gốc các loài chim cũng đồng thời đưa hình ảnh mỗi loài chim đó thành những hình tượng nghệ thuật mang tính biểu trưng, thể hiện thái độ, tình cảm, quan niệm sống và ứng xử của người xưa.
Chim hít cô và chim đa đa là một cái nhìn thương cảm, xót xa cho những số phận không may, vì đói khổ mà chết và rồi biến thành chim; thì ở những truyện còn lại, có loài chim gắn với biểu tượng của sự trừng phạt như chim tu hú, có loài chim lại như bằng chứng về sự thủy chung tình nghĩa với bạn hiền (chim cuốc) và có những loài chim là kết quả của sự bất hòa khi cuộc tranh cãi đi vào bế tắc (chim năm trâu sáu cột và bắt cô trói cột).
Trong đời sống và tâm linh, người Cơtu vùng núi Quảng Nam luôn xem chim Tring là loài chim gần gũi và "linh thiêng". Chim tring là loài chim có mỏ cong, cổ cong, lông màu vàng, trên đầu có mồng, mình có màu đỏ, trắng, đen sặc sỡ, chim tring còn là loài chim đẹp, hiền hòa, sinh sôi nhanh, không ăn lúa mà chỉ ăn quả rừng, là loài chim gần gũi, linh thiêng và đã trở thành nguồn cảm hứng để nghệ nhân dân gian Cơ Tu sáng tạo Trong văn hóa Jrai, loài chim giữ vai trò quan trọng trong nghi thức cúng tế, chim được nhìn như biểu tượng hình ảnh của thế giới bên kia sự sống con ngưòi và nhất là trong kho tàng truyện dân gian chim mang nhiều vai trò và ý nghĩa khác nhau.
Trong các loài vật, chim được người Jrai coi như một sinh vật thuộc về thế giới thần linh, có những liên hệ với xứ sở của thần linh (yang) được người Jrai hiểu là ở trên cao, trong bầu trời nơi chỉ có chim muôn có thể đến được hay ở hướng mặt trời mọc. Theo truyền thuyết Jrai ngọn núi linh thiêng H’Grông (Hdrung) vốn được coi là trung tâm của mặt đất (tơsăt tơnah) là nấm mồ (pơsat) của hai con chim được đắp thành bởi thần linh (yang hay dàng), con trống bay đến mỗi ngày từ hướng mặt trời mọc, hướng thuần dương của sự sống con người và thần linh và con mái từ hướng mặt trời lặn, hướng của cỏi thế người chết, để rồi cả hai cùng rớt xuống cùng một nơi tạo thành nấm mồ lớn. 

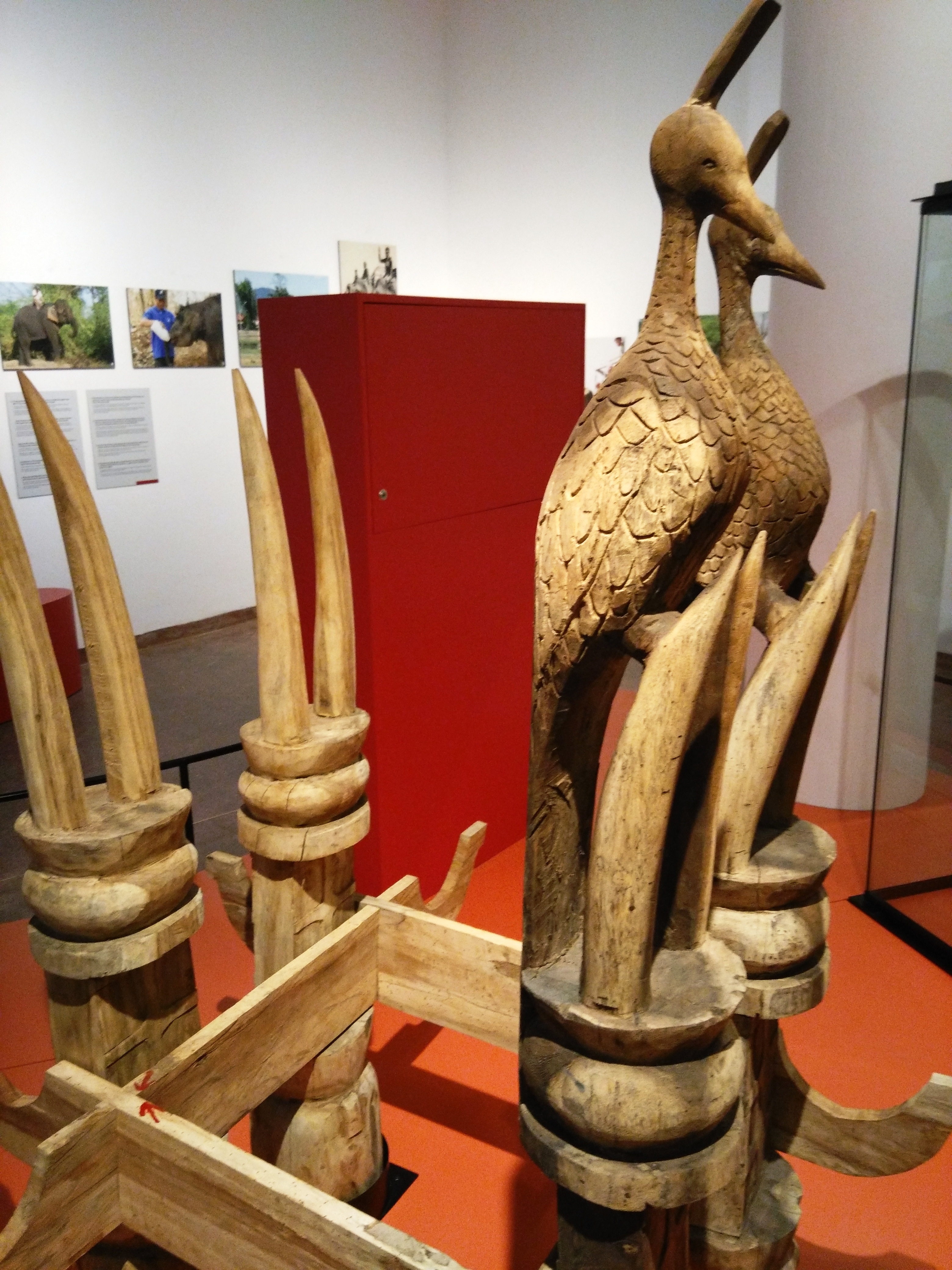
Tượng chim Tring trong nhà mồ của người Tây Nguyên

Với người Jrai chim thuộc về thần linh hay một sức mạnh vô hình siêu nhiên, hình ảnh chim luôn phản ảnh, biểu trưng một thế giới khác với thế giới con người, qua chim con người gởi gắm ý nguyện của mình đến những thế giới siêu nhiên trong các nghi thức cúng tế, với chim con người an tâm vì cảm thấy có thần linh hiện hửu đồng hành cùng mình và nhờ vào chim con người nhận được những sứ điệp của thần linh, chim là hình ảnh ví von tinh tế đầy tính Jrai để diển tả vẻ kiều diễm của các cô gái hay sự oai hùng can đảm của những chàng trai, những nét đẹp sáng ngời người ta chỉ có thể tìm thấy nơi thần linh.
Truyện kể dân gian Jrai là những câu truyện cổ tích tưởng tượng mang tính ẩn dụ mà còn như một niềm tin tín ngưỡng, con chim trong truyện dân gian là hình ảnh của thần linh đến sống cùng con người. Chim giúp con người vượt qua những khó khăn, những tai ương trong cuộc sống đời thường cũng như trong quan hệ với thế giới các hồn ma. Trong hình dáng chim các cô gái sống trên xứ sở thần linh đến với con người và sống chung với con người để sau đó giúp con người vượt qua những tai nạn, những áp bức của những ông phú hộ gian ác.
Con người muốn lên đến xứ sở của thần linh phải dùng đôi cánh để bay lên, hình ảnh chim trong truyện dân gian là cầu nối giữa thế giới con người và thế giới thần linh, hình ảnh chim được ví như trục thẳng đứng nối kết trời, nơi các thần linh cư ngụ với đất nơi con người sinh sống và được chim quạ tiếp tục nối kết thế giới con người với thế giới hồn ma, thông qua chim con người gần gủi và có thể vươn tới gần thế giới thần linh hơn, nhờ chim con người biết được ý muốn của thần linh hay của thế giới người chết. Chim xuất hiện trong các nghi thức cúng tế thần linh của người Jrai.
Để biết ý muốn của thần linh người Jrai thường dùng cách cầu bói bằng tiếng chim kêu (kroi čim). Khi có ý định dời làng sang một nơi khác hoặc khi muốn đi xa, làm một việc quan trọng người Jrai thường dùng cách bói này để biết thần linh có đồng ý hay không, người ta ra khỏi làng đến bìa rừng và khấn xin, báo, nếu nghe tiếng chim bồ chao (čim blang) hay chim Ch'rao kêu phía trước mặt, đó là điềm tốt. Nếu chim kêu bên trái thì cần suy nghĩ lại, nếu chim kêu bên phải thì làm ("iau biă, nuă mut" hoặc "gah iau po ta gah nuă po arang"), nếu chim kêu phía sau lưng thì bỏ ý định, thực tế thì loài chim bồ chao (Garrulax perspicillatus) thường sống ven bìa rừng, lúc nào người ta cũng có thể nghe tiếng chúng kêu inh ỏi khi thấy có một sinh vật chuyển động trong tầm nhìn của chúng.
Với những người pơjâo déng (thầy cúng bắn đạn) dưới mắt của họ mỗi con người sống là một con chim bay trên trời, họ dơ tay nhắm bắn vào những con chim này, một con chim bị trúng đạn là một người bị ngã bệnh, gia đình phải tìm thầy cúng (pơjâo) để rút mầm bệnh ra hay đúng hơn rút đạn của pơjâo déng đã bắn trúng. Dưới mắt hồn ma (atâu) con người là chim như trong những câu chuyện dân gian truyền kể. Chim còn là phương tiện để con người đạt được những khả năng siêu việt. Người Jrai tin rằng khi thấy xác con chim pôt (là giống chim màu vàng, có tiếng kêu koc koc đều đều) chết thì người ta liền vạch mỏ chim găn một que nhỏ ngang qua và chôn nó sau đó cắm trên nấm mồ chim nhiều que cây được cắm kèm theo lời ước nguyện của người chôn. Sau vài ngày người chôn chim đến quan sát trên nấm mồ, nếu thấy nơi que cây nào có mọc lên một mầm cây, có nghĩa là ơn xin kèm theo cây đó được chấp thuận.

### Trong thơ ca
Trong thi ca, định danh chim trước tiên có thể xuất hiện như một cách nói chung chung bởi không chỉ rõ một loài cụ thể nào. Thế nhưng ngay cả trong cách dùng chung chung này vẫn thấy những tư duy ẩn dụ và liên tưởng khác hẳn nhau, tùy thuộc vào từng hoàn cảnh. Trường hợp những loài chim với tên gọi cụ thể xuất hiện trong thi ca, ở Việt Nam cũng có tới 848 loài chim thuộc 88 họ nhưng khi đi vào thơ ca, chỉ có một số loại chim được lựa chọn. Sự lựa chọn ấy gắn với tư duy thẩm mỹ, thi pháp của từng thời kỳ cũng như những đặc điểm về văn hóa truyền thống quy định và tạo nên, những loài chim được đưa vào thi ca của người Việt nhiều nhất là cò, họa mi, sơn ca, én (nhạn), sáo và bồ câu. 

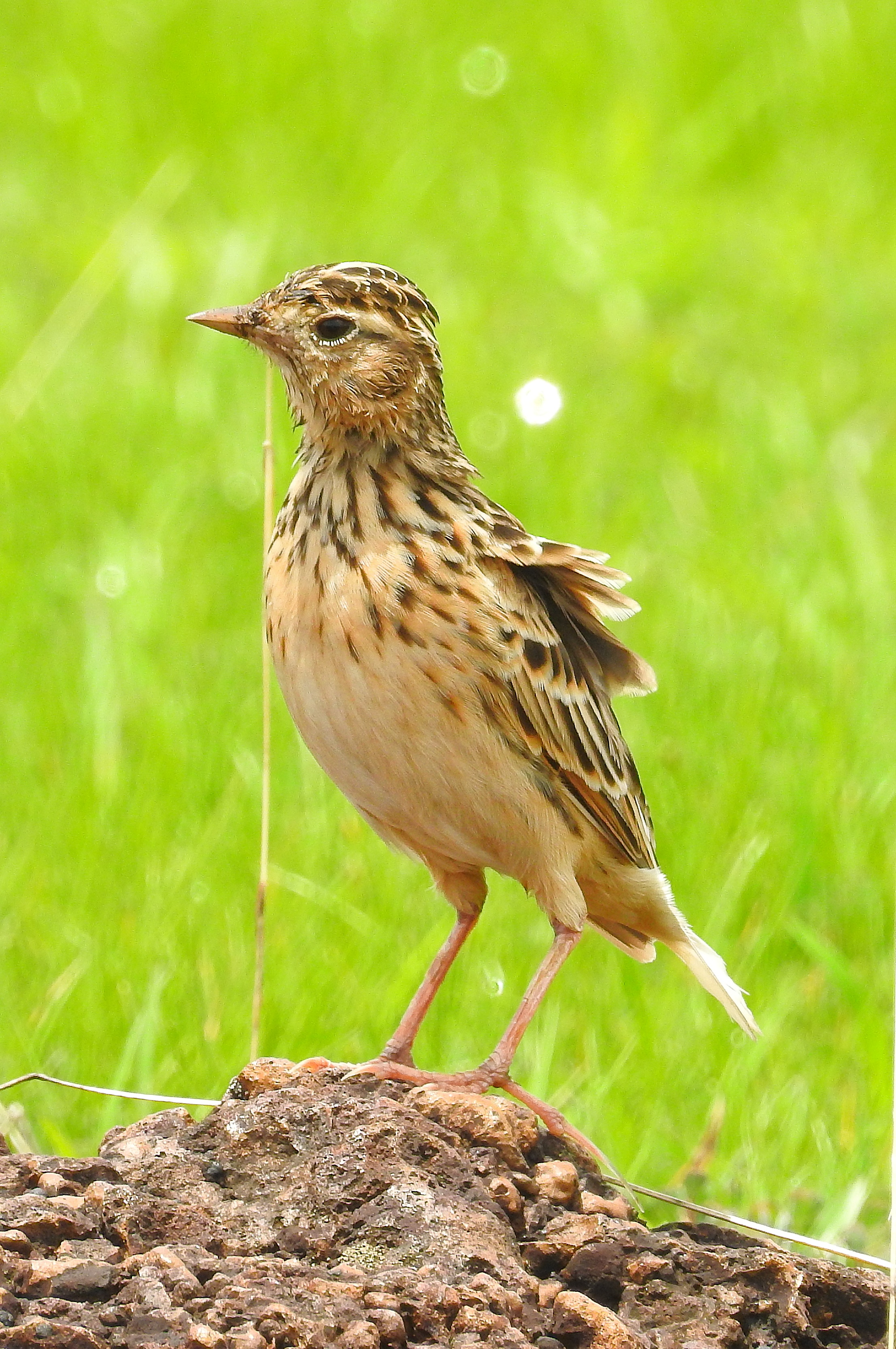
Một con chim sơn ca, chúng xuất hiện nhiều trong thi ca, âm nhạc

Một số loài chim đặc biệt khác dù chỉ xuất hiện một lần trong thi ca nhưng đã nhanh chóng tạo được những ám ảnh nghệ thuật, khắc sâu vào trí nhớ người đọc: Hoàng hạc nhất khứ bất phục phản (Thôi Hiệu), Anh là chim bói cá/Em là ánh trăng tà/Cách nhau một mặt hồ/Mà muôn trùng chia xa; hay "như loài chim bói cá" (Khúc thụy du). Một loài chim của mùa xuân là chiền chiện cũng đi vào thi ca và những lời thơ tiếp tục được âm nhạc chắp cánh: "Ôi con chim chiền chiện/Hót chi mà vang trời/Từng giọt long lanh rơi/Tôi đưa tay hứng về", "Bay cao bay vút/Chim biến mất rồi/Chỉ còn tiếng hót/Làm xanh da trời" (Con chim chiền chiện–Huy Cận).
Những câu thơ về con chim nói chung như nói về chim trong lồng nhưng trong lời cô gái ở bài ca dao thì là một sự an bài, một nỗi ngậm ngùi buồn thương về một sự đã rồi, không thể thay đổi: "Bây giờ em đã có chồng/Như chim vào lồng như cá mắc câu/Cá mắc câu biết đâu mã gỡ/Chim vào lồng biết thuở nào ra", còn hình tượng chim trong lồng trong bài thơ của Nguyễn Hữu Cầu là một khí thế khác vì người anh hùng khi sa cơ: "Mặc bay đông ngữ tây đàm/Chờ khi phong tiện dứt dàm vân lung/Bay thẳng cánh muôn trùng Tiêu Hán/Phá vòng vây làm bạn kim ô/Giang sơn khách diệc tri hồ".
Có những cánh chim xuất hiện trong sự mệt mỏi cô đơn, rợn ngợp trong không gian rộng lớn và lòng người dường cũng nương theo nỗi buồn mênh mang hoặc những âu lo dự cảm, những cánh chim cô đơn, mỏi mệt và u buồn: "Ngàn mai gió cuốn chim bay mỏi", hay "Chử thanh sa bạch điểu phi hồi (Bến trong cát trắng lượn chim cồn)", hay câu: "Chim hôm thoi thót về rừng", hay "Con chim bạt gió lạc loài kêu thương". Những cánh chim cô đơn và rợn ngợp được gặp lại nhiều trong thời kỳ Pháp thuộc với nỗi buồn u uẩn của nhiều nghệ sĩ lãng mạn: "Chim nghe trời rộng giang thêm cánh", hay "Chim nghiêng cánh nhỏ bóng chiều sa", hay "Đôi cánh chim bâng khuâng rã rời/Cùng mây xám về ngang lưng trời".
Hình tượng chim cũng biểu hiện một tình yêu thiên nhiên cuộc sống của người thi sĩ, như: "Trì tham nguyệt hiện chăng buông cá/Rừng tiếc chim về ngại phát cây", hay câu thơ "Núi láng giềng chim bầu bạn/Mây khách khứa nguyệt anh tam". Có nhiều những cánh chim đi vào thi ca với những giá trị biểu cảm tích cực, thể hiện tình yêu tự do, vẻ đẹp cuộc sống hoặc khát vọng cống hiến: "Tôi như con chim đang bay trên đồi cao", nói về ý nghĩa của sống: "Ta làm con chim hót/Ta làm một nhành hoa", hay câu: "Nếu là con chim chiếc lá/Thì con chim phải hót chiếc lá phải xanh" (Tố Hữu), "Có chú chim từ mờ sương hay hót véo von nghe véo von". Có những câu thơ tài hoa của một đời thơ gắn với chim, như Khương Hữu Dụng trong trường ca Từ đêm mười chín: Một tiếng chim kêu sáng cả rừng. Những cánh chim yêu thương trong ca khúc Cho con của Phạm Trọng Cầu, trong ca khúc này, cánh chim xuất hiện ngay từ câu đầu của bài hát trong tình cảm của người cha và cánh chim ấy cũng kết thúc ca khúc khi gắn với hình ảnh người con khôn lớn trưởng thành vẫn mãi hướng về quê hương và cha mẹ: "Ba sẽ là cánh chim cho con bay thật xa/Rồi mai đây khôn lớn bay đi khắp mọi miền, con đừng quên con nhé ba mẹ là quê hương"
Họa mi và sơn ca đều là những loài chim có tiếng hót hay. Họa mi xuất hiện trong thi ca thành văn của người Việt với bài "Chim họa mi trong lồng" của Tản Đà, theo đó, họa mi được gán cho ý nghĩa phản bội, lãng quên cội nguồn, ngụ ý đả kích phê phán những kẻ bán nước: Họa mi ai vẽ nên mi/Trông mi mi đẹp hót thì mi hay/Ai đưa mi đến chốn này/Nước trong gạo trắng mi ngày ăn chơi/Lồng son cửa đỏ thảnh thơi/Mi bay mi nhảy sướng đời nhà mi/Nghĩ cho mi cũng gặp thì/Rừng xanh mi có nhớ gì nữa không? Bài Họa mi hót trong mưa (Dương Thụ) còn là sự buồn thương, gieo giắc vào lòng người những thanh âm của nỗi niềm nhớ nhung trông ngóng: Tiếng mưa rơi ngoài hiên gió mưa như lạnh thêm/Có con chim họa mi hót trong mưa buồn lắm/Ôi trong mưa họa mi vẫn hót thật dịu dàng dịu dàng/Trên môi em tình yêu đã mất còn nồng nàn nồng nàn. Họa mi còn xuất hiện trong bài Họa mi tóc nâu của Trần Huân do ca sĩ Mỹ Tâm biệt danh là Họa mi tóc nâu trình bày. Loài chim sơn ca xuất hiện trong nhiều ca khúc viết cho thiếu nhi và luôn gợi âm hưởng vui tươi trong sáng rộn rã. Có tới ít nhất ba ca khúc nổi tiếng với sự xuất hiện của chim sơn ca, đó là các bài Như bầy sơn ca (Y Vân), Khúc hát chim sơn ca (Đỗ Hòa An) và Ước mơ hồng (Phạm Trọng Cầu): Như chim sơn ca hót trên cao xanh bao la, tiếng chim ngân nga tiếng chim bay xa tiếng chim vui vào mọi nhà.

## Một số loài
Một số loài chim (bao gồm cả gia cầm) hiện diện trong nhiều nên văn hóa mang nhiều hàm nghĩa biểu trưng:

### Đại bàng
Đại bàng đầu trắng hay còn gọi là đại bàng hói được chọn làm biểu tượng của nước Mỹ. Hình ảnh đại bàng đầu trắng dang rộng đôi cánh ngày nay xuất hiện phổ biến trên quốc huy, con dấu Tổng thống và đồng dollar. Từ thời thượng cổ, nhân loại đã tôn vinh hình tượng đại bàng vì vẻ uy nghi của nó. Hình ảnh đại bàng là biểu tượng của sự sáng suốt, lòng quả cảm và quyền lực. Trên không trung, đôi cánh đại bàng xoải rộng phô bày mãnh lực cùng ý chí tự do. Đại bàng từng được dùng làm biểu tượng sức mạnh vô địch của đế chế La Mã cổ đại. Thời Trung cổ châu Âu, đại bàng cũng hiện diện trên khiên, triện của các Hoàng đế mang tâm hồn chinh phục như Charlemagne (Đức) hay Napoleon (Pháp).

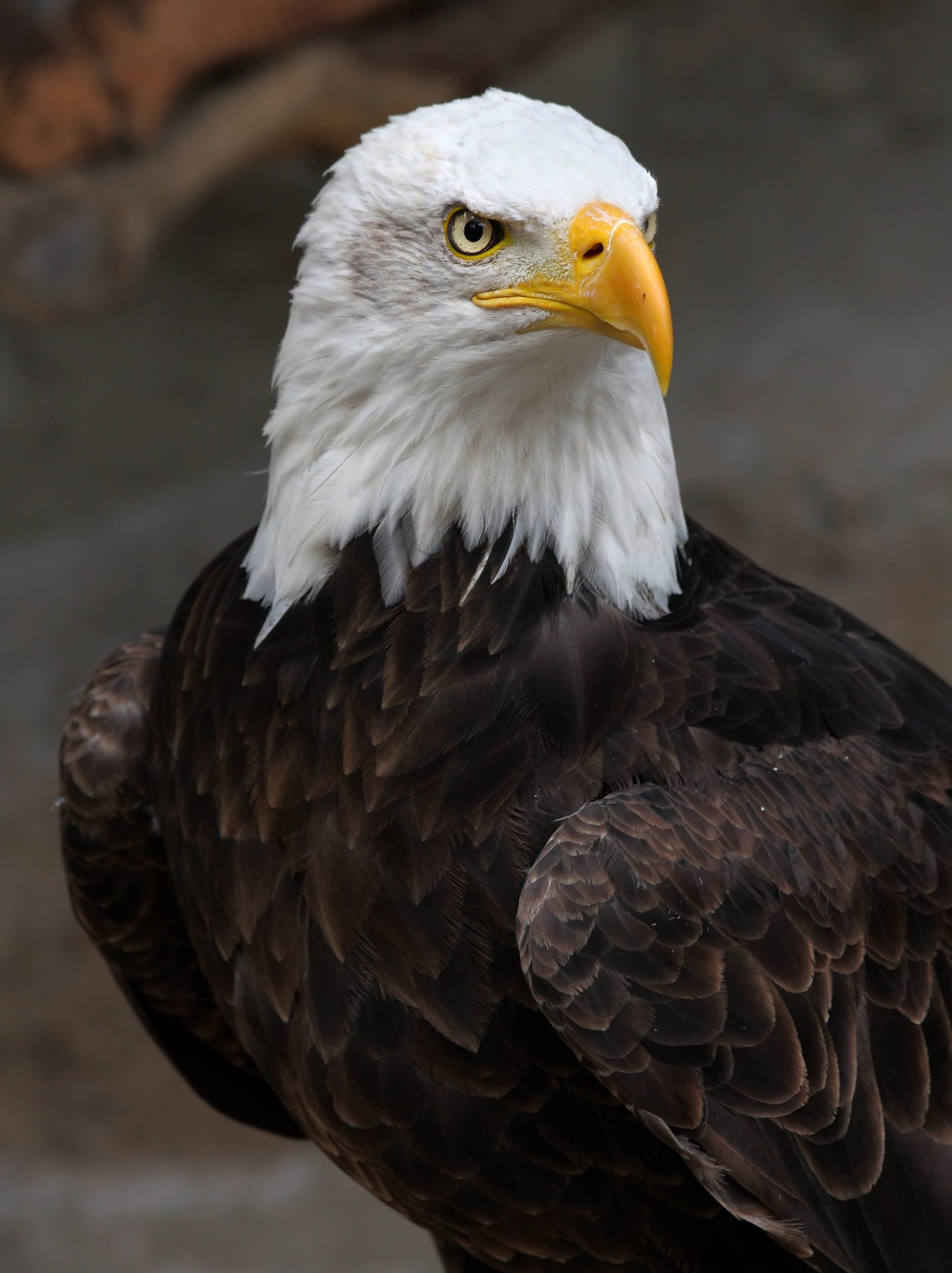
Đại bàng đầu hói, loài chim biểu tượng của Hoa Kỳ

Đại bàng đầu trắng thường sống ở những nơi có nguồn thức ăn dồi dào như rừng rậm, khi trưởng thành, đại bàng đầu trắng có thể có sải cánh dài khoảng 1,7 m. Tốc độ bay của nó vào khoảng 55 đến 70 km/h nhưng khi bổ nhào, nó có thể đạt 120 km/h đến 160 km/h. Với vẻ ngoài dũng mãnh, sải cánh dài, cặp mắt nhanh nhạy và bộ vuốt cực khỏe, đại bàng đầu trắng hầu như không có đối thủ trong tự nhiên ở vùng Bắc Mỹ, vì thế chúng trở thành biểu tượng cho sức mạnh và sự thống trị của nước Mỹ mà ngày nay là tuong trưng cho uy thế không lực Huê Kỳ vốn là bá chủ bầu trời.
Đại bàng đầu trắng còn thể hiện cho sự tự do vì chúng sống trên các đỉnh núi cao, một mình bay lượn giữa vút ngàn thiên nhiên, với chúng sự tự do là không có giới hạn, sải cánh tung bay trên những bình nguyên bao la của thảo nguyên Bắc Mỹ, trong cuộc nội chiến Mỹ, khi những trận chiến nổ ra vào buổi sáng sớm, âm thanh dữ dội của cuộc chiến đã đánh thức những con đại bàng đầu trắng đang ngủ ở trên cao, chúng đã bay ra khỏi tổ và lượn quanh trên đầu quân lính, thể hiện tâm trạng bằng những tiếng kêu khóc đinh tai những người chứng nói rằng chúng đang gào thét lên cho tự do cho dù đây chỉ là sự ẩn dụ.
Đại bàng đầu trắng có tên gọi như vậy vì chúng có thân màu nâu nhưng đặc biệt phần lông đầu và đuôi lại có màu trắng. Trong tiếng Anh–Mỹ đại bàng đầu trắng được gọi là ‘bald eagle’ là ‘đại bàng đầu hói’, cái tên xuất phát từ ý nghĩa cổ hơn và giá trị lớn hơn đó chính là sự khôn ngoan (những người hói đầu thường được cho là khôn và già), có tầm vóc và sức mạnh hơn, chúng đã trở thành biểu tượng cho một quốc gia tự do trong từ ngữ và ý chí, đem đến cơ hội để vươn rộng đến những khoảng không rộng lớn trong tương lai.
Con gà tây từng được cân nhắc làm biểu tượng của Hoa Kỳ là đối thủ của đại bàng đầu hói. Người cổ súy cho ý tưởng này là Benjamin Franklin, một trong những quyết định gây nhiều tranh cãi là việc chọn con vật biểu tượng quốc gia. Benjamin Franklin thích hình ảnh con gà tây bản địa, ca ngợi sự gan dạ của nó. Ông đã từng viết trong một lá thư: Về phần cha, cha ước rằng con đại bàng đầu hói đã không được chọn để đại diện cho quốc gia của chúng ta. Nó là một loài chim có đạo đức tệ hại hơn nữa còn là một kẻ hèn nhát. Một chú chim đớp ruồi bé nhỏ cũng có thể tấn công và đuổi nó khỏi lãnh thổ của mình. Tuy nhiên, đa số các phái đoàn lại ưng ý hình tượng con đại bàng đầu trắng hơn.
Lý do là vì chúng là loài chim đặc biệt chỉ có ở Bắc Mỹ và các nhà lập quốc muốn so sánh quốc gia mới tạo lập của mình với Đế chế La Mã vĩ đại khi xưa vốn cũng sử dụng hình tượng đại bàng. Quốc hội lục địa Đã chọn đại bàng làm biểu tượng quốc gia, người ta quay sang tìm cách vẽ mẫu quốc huy. Sau nhiều điều chỉnh, sửa đổi, họ chọn bản sơ mẫu của Charles Thomson. Trên quốc huy Hoa Kỳ, chân phải con đại bàng gắp nhành ô liu, chân trái ngậm một nắm 13 mũi tên (tượng trưng cho 13 tiểu bang khởi thủy). Giữa những năm 1916-1945, trên lá cờ Tổng thống Mỹ thể hiện một con chim đại bàng hướng mặt về bên phải. Điều này từng làm dấy lên một lời đồn rằng lá cờ sẽ thay đổi hình đại bàng xoay mặt về hướng nhành ô liu trong thời bình và sẽ hướng mặt về chùm mũi tên trong thời chiến.

### Đà điểu

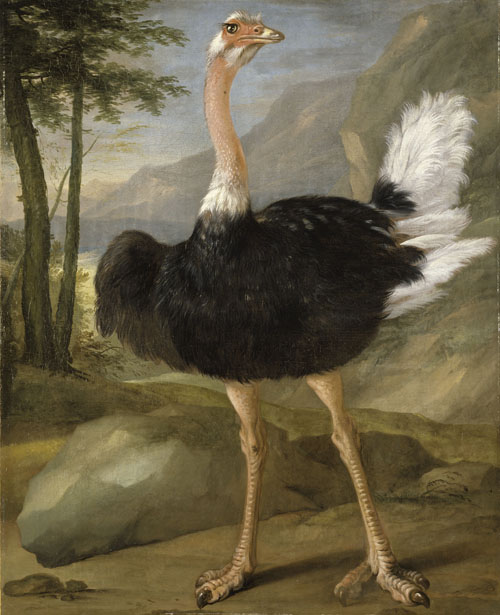
Họa phẩm Tây phương về con đà điểu

Từ thời cổ, đà điểu đã cung cấp các loại thực phẩm thịt, trứng, còn da lông làm quần áo, đồ dùng và đồ trang trí trong gia đình. Thổ dân và các thủy thủ châu Âu đã nhận thấy trứng đà điểu là loại thực phẩm có thể giữ tươi được trong một thời gian dài. Những người da đen Tây Nam Phi đã dùng vỏ trứng còn nguyên để làm cốc đựng nước rất hữu ích và dùng các mảnh vở trứng vỡ để làm các chuỗi hạt đeo cổ. Các loại lọ, cốc bằng vở trứng đà điểu được khắc trổ tinh vi đã có ở Ai Cập và Mesopotamia 5000 năm trước đây, còn ở châu Âu thì sau thời kỳ phục hưng. Ngoài việc săn bắn để lấy thịt, da và lông, đà điểu còn bị người Ai Cập, Hy Lạp và La Mã trưóc đây nuôi nhôt để thuần hóa. Những con đà điểu này từng bị nhốt lại, vỗ béo để cưỡi trong những ngày lễ.
Ở Tây Phi, người ta tin rằng trứng đà điểu có đặc tính ma thuật bảo vệ các ngôi nhà tránh khỏi sét đánh. Ở Nam Ethiopia, trứng đà điểu đặt trên các ngôi mộ mang hàm ý là có người nào đó đã chết, còn từ Tây Á tới Nigeria chúng được coi là biểu tượng của lễ tang và sức mạnh của vũ trụ. Đà điểu còn là hình ảnh đặc trưng trong nghệ thuật khắc đá và văn hóa dân gian thời tiền sử, trong kinh thánh và các cuốn sách cổ. Trong hầm mộ của Tutankhamen còn một bức tranh khắc vua đang săn đà điểu bằng cung tên và xe ngựa. Một bức tranh ghép lớn mô tả cảnh săn bắn đà điểu tại nông trang Piazza Armerina ở Sicily đã từng nổi tiếng vào thế kỷ thứ 14.
Đà điểu có mặt trong các gánh xiếc ở thành La Mã cổ. Trong các cuộc diễu hành, Ptolemaeus Philadelphus đã dùng loại xe ngựa kéo bằng tám con đà điểu. Từ thời đó, người ta đã dựng một bức tượng mô tả hoàng hậu đang cưỡi đà điểu, Hoàng đế La Mã Heliogabalus đã dùng 600 bộ óc đà điểu trong một bữa tiệc. Lông đà điểu từng được dùng để trang trí. Chúng được trang trí trong những chiếc quạt của vua và Đức Giáo Hoàng Assyrian, trên mình ngựa ở các xe ngựa của vaa Pharaon và trên khăn trùm đầu của người dân Hy Lạp, La Mã và Thổ Nhĩ Kỳ. Chúng vẫn thường được trang trí trên khăn trùm đầu của các hiệp sĩ thánh chiến châu Phi. Lông đà điểu thường là nét đặc trưng trong chữ tượng hình của người cổ Ai Cập vì chúng có vẻ đẹp cân đối, đã được chọn làm biểu tượng của công lý và lẽ phải.

### Chim trĩ

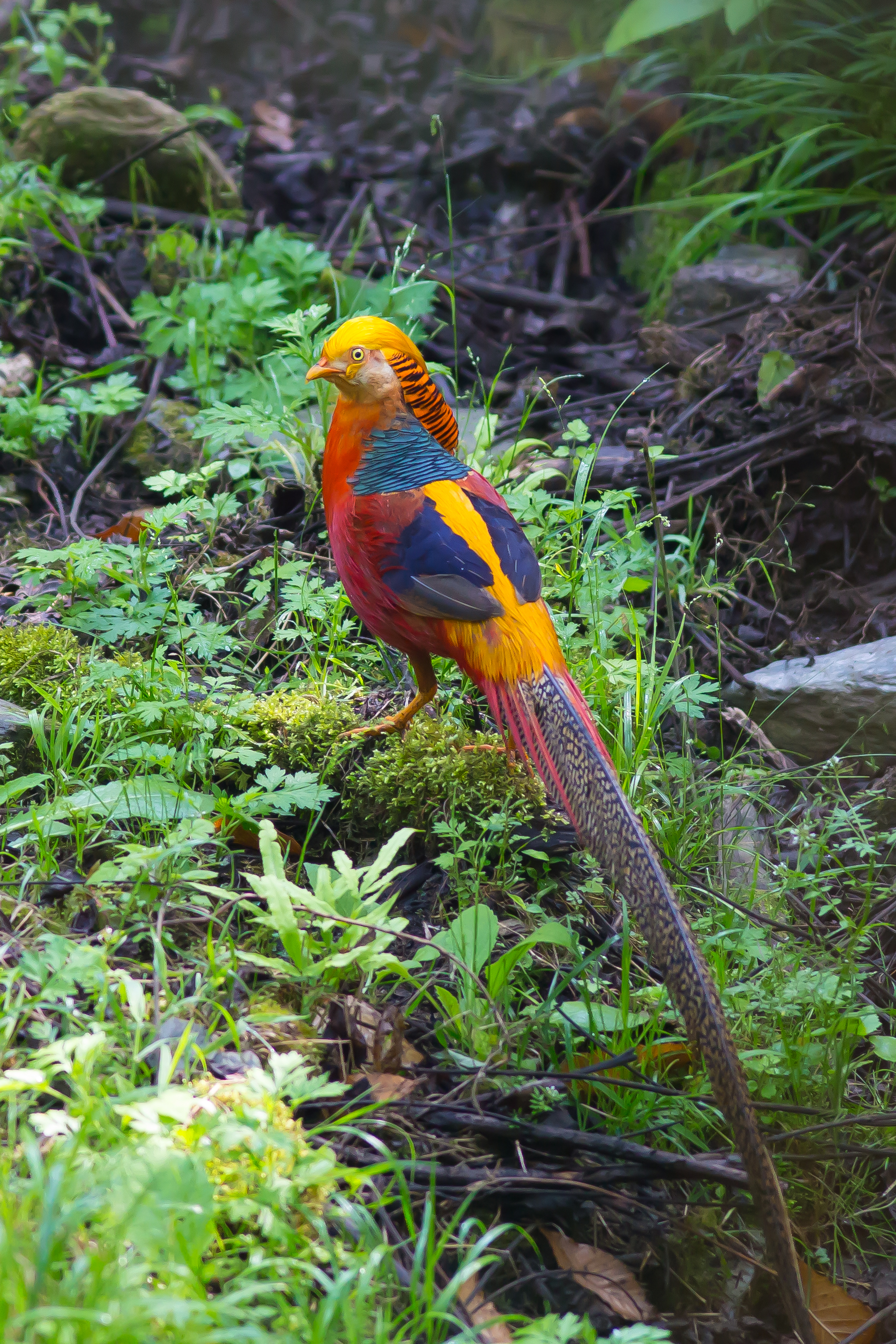
Loài chim trĩ vàng

Chim trĩ là loài chim có đuôi dài, có vẻ đẹp trang nhã, thường xuất hiện phổ biến trong mỹ thuật truyền thống. Theo truyền miệng, chim Trĩ biến thành con sò hay con rắn vào tháng đầu tiên của mùa đông và dựa vào thời điểm chim Trĩ gáy người ta có thể đoán được về lũ lụt, sấm sét và sao chổi. Chim trĩ là một trong những biểu hiệu của bậc đế vương, biểu thị cho Hoàng Hậu. Chim trĩ là biểu tượng của sự son sắc, thủy chung, hình ảnh đôi chim Trĩ biểu tượng cho đôi phu thê có cuộc sống hôn nhân, hạnh phúc viên mãn. Theo sự tích vào đời Vua Hùng, có đem cống qua nước phương bắc một con chim Trĩ (trĩ trắng), khi đến đó, nó luôn luôn tìm cành cây nào có ngọn về phương Nam thì nó mới chịu đậu, ý rằng luôn hướng về quê nhà nên hình ảnh chim Trĩ mang ý nghĩa luôn hướng về cội nguồn, liên tưởng đến hình ảnh quê hương.

### Con ngỗng
Những ghi chép đầu tiên về ngỗng thuần hóa cho thấy chúng được nuôi vỗ béo để làm thịt và hiến tế nhưng vào thời La Mã, ngỗng cũng được nuôi để lấy trứng và được lai giống cho những đặc điểm cụ thể như tính cách bình tĩnh hay cho bộ lông đẹp, sang trọng. Phải đến năm 390 trước Công Nguyên thì ngỗng được nuôi để trở thành con vật canh giữ trong đời sống của người La Mã. Chuyện kể rằng tại đền thờ của nữ thần Juno có một bầy ngỗng, chúng được xem là con vật linh thiêng và không ai dám bắt ăn thịt.
Năm 390 trước Công Nguyên, Rome bị người Gaul vây hãm và vào một đêm khuya, lính Gaul đã lẻn leo lên ngọn đồi Capitoline nơi có ngôi đền nữ thần Juno để tấn công bất ngờ Rome. Những con chó được người dân tại Rome nuôi không báo động bởi chúng dễ dàng bị mua chuộc bởi những miếng thịt tươi. Ngoại trừ đám ngỗng, chúng lập tức nhận thấy sự xáo trộn bất thường và bắt đầu kêu to. Nhờ tiếng kêu của bầy ngỗng, lính Rome đã được đánh thức và bảo vệ thành công thành phố của mình. Kể từ sự kiện này thì những con ngỗng được xem là người hùng, là con vật linh thiêng và người ta còn tổ chức một lễ hội hàng năm-mặc đồ hóa trang thành ngỗng màu tím màu vàng và đi trêu chọc bêu rếu mấy con chó vì tham ăn mà quên nhiệm vụ canh gác.

### Con cò

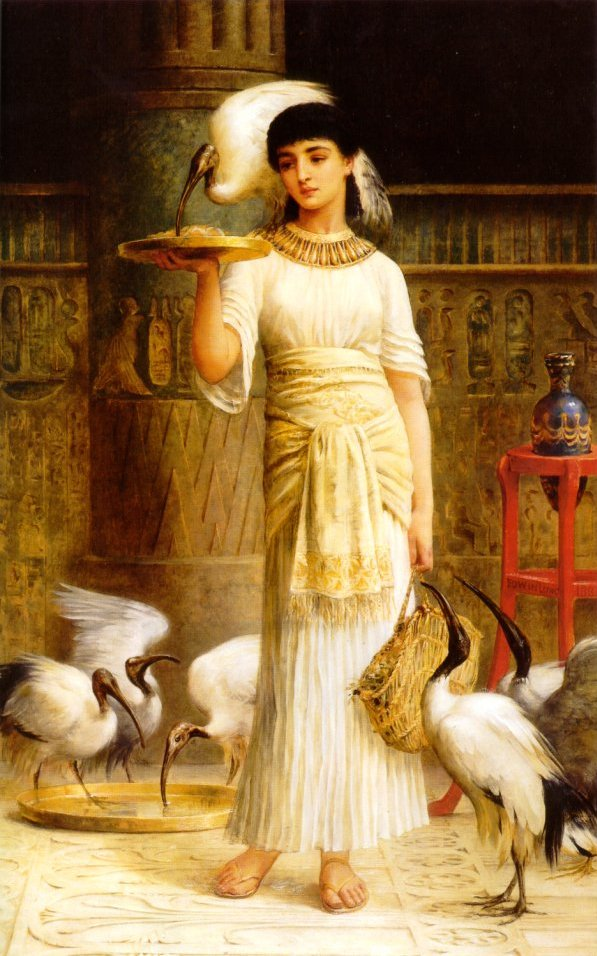
Hội họa thiếu nữ Ai Cập cổ đại và đàn cò

Ở Việt Nam, hình ảnh con chim gắn liền với cuộc sống làng quê Việt chính là hình ảnh con cò. Hình tượng con cò trong văn hóa Việt có ảnh hưởng sâu đậm trong tâm trí của người dân Việt Nam, nhất là ở nông thôn. Hình tượng con cò được phản ánh rất nhiều qua ca dao và dân ca. Đó là hình ảnh về thân phận của người phụ nữ nông thôn Việt Nam với tấm thân gầy guộc, khẳng khiu, da bọc xương, lặn lội bì bõm, tần tảo, lom khom hay còn gọi là tấm thân cò. Trong ca dao Việt Nam có rất nhiều bài nói về con cò, thậm chí trong dân ca có riêng một điệu hát mang tên là điệu hát Cò lả.
Cánh cò có thể nói đã có mặt từ sớm trong những bài ca dao lâu đời, như một hình ảnh thân thuộc trên những cánh đồng của nông thôn Bắc Bộ: Con cò bay lả bay la/Bay từ cửa phủ bay ra cánh đồng. Cánh cò thường được liên tưởng, ví von với thân phận người phụ nữ mảnh mai vất vả, một nắng hai sương: Con cò lặn lội bờ sông/Gánh gạo đưa chồng tiếng khóc nỉ non, cánh cò còn gợi nên liên tưởng chung về những thân phận bé mọn, vất vả, nhiều khi không thể tự quyết định số phận của mình mà phải phó thuộc vào bàn tay kẻ khác: Con cò mà đi ăn đêm/Đậu phải cành mềm lộn cổ xuống ao/Ông ơi ông vớt tôi nao/Tôi có lòng nào ông hãy xáo măng/Có xáo thì xáo nước trong/Đừng xáo nước đục đau lòng cò con.
Con cò trong thơ Tú Xương vẫn được so sánh với hình ảnh vất vả sớm khuya của bà Tú, người "nuôi đủ năm con với một chồng": Lặn lội thân cò khi quãng vắng/Eo sèo mặt nước buổi đò đông. Từ nửa đầu thể kỷ XX, bắt đầu có những chuyển biến về tư duy cảm quan thẩm mỹ trong việc đưa cánh cò vào thi ca cụ thể là câu thơ của Xuân Diệu: Mây biếc về đâu bay gấp gấp/Con cò trên ruộng cánh phân vân. Cho đến bài thơ Con cò nổi tiếng của Chế Lan Viên: Lên rừng xuống bể/Cò sẽ tìm con/Cò mãi yêu con/Con dù lớn vẫn là con của mẹ/Đi hết đời, lòng mẹ vẫn theo con.
La Tanrrilla là loài chim vạc tạo bùa yêu sống ven bờ sông trung tâm Guatemala và phía Bắc Brazil, loài vạc nhiệt đới có đôi chân dài La Tanrrilla được mệnh danh là chim phù thủy vì xương chân của La Tanrrilla có thể sử dụng làm bùa yêu, để khai thác sức mạnh của loài vạc này, người ta sẽ giết chúng, chôn dưới đất tới khi nào thịt mục nát và bị phân hủy hết. Sau đó, xương chân bên phải của loài này được lấy lên. Vậy là đã có một chiếc bùa yêu hoàn chỉnh. Người sở hữu bùa yêu La Tanrrilla sẽ thuận lợi trong tình trường. Vì cấu trúc xương rỗng nên khi được đào lên, người ta sẽ dùng xương chân này làm ống nhòm và nhìn vào đối tượng mình hướng tới. Sau đó về nhà và ẩn mình 12 giờ đồng hồ và không gặp ai, chắc chắn bạn sẽ giành được con tim người ấy. Ngược lại, nếu sử dụng xương chân trái của La Tanrrilla và lặp lại quy trình tương tự, người bị nhìn sẽ gặp phải những điều không may mắn trong tình yêu.

### Con gà
Không chỉ hiện diện trong đời sống của người phương Đông, hình ảnh con gà, đặc biệt là gà trống cũng trở nên quen thuộc với văn hóa phương Tây. Nhắc đến con gà, chúng ta có thể nghĩ đến một loài vật được thuần chủng từ rất lâu, luôn xuất hiện trong cuộc sống thường ngày. Gà trống cũng là biểu tượng phổ biến của mặt trời với tiếng gáy báo hiệu mặt trời mọc. Vì vậy, ở Ấn Độ, gà trống là hiện thân của năng lượng mặt trời, là vật hiệu của thần Skanda (thần chiến tranh). Ở Indonesia, gà mang ý nghĩa quan trọng trong nghi lễ hỏa táng của đạo Hindu. Gà được xem là nơi trú ngụ của những linh hồn xấu xa. Trong buổi lễ, gà bị thắt chân để mọi linh hồn xấu xa xuất hiện trong buổi lễ sẽ nhập vào gà thay vì nhập vào các thành viên trong gia đình. 

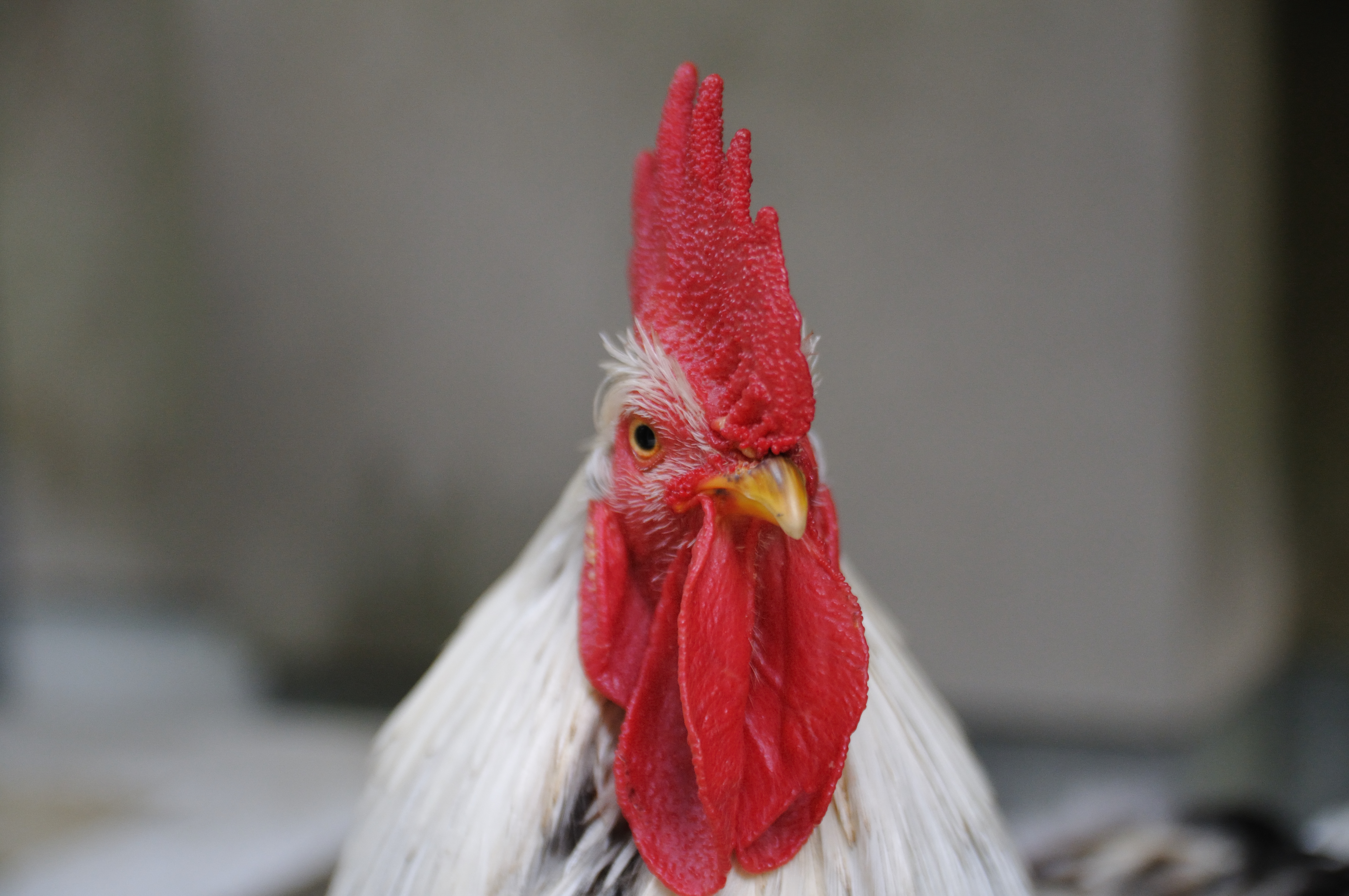
Một con gà trống ở Nhật Bản

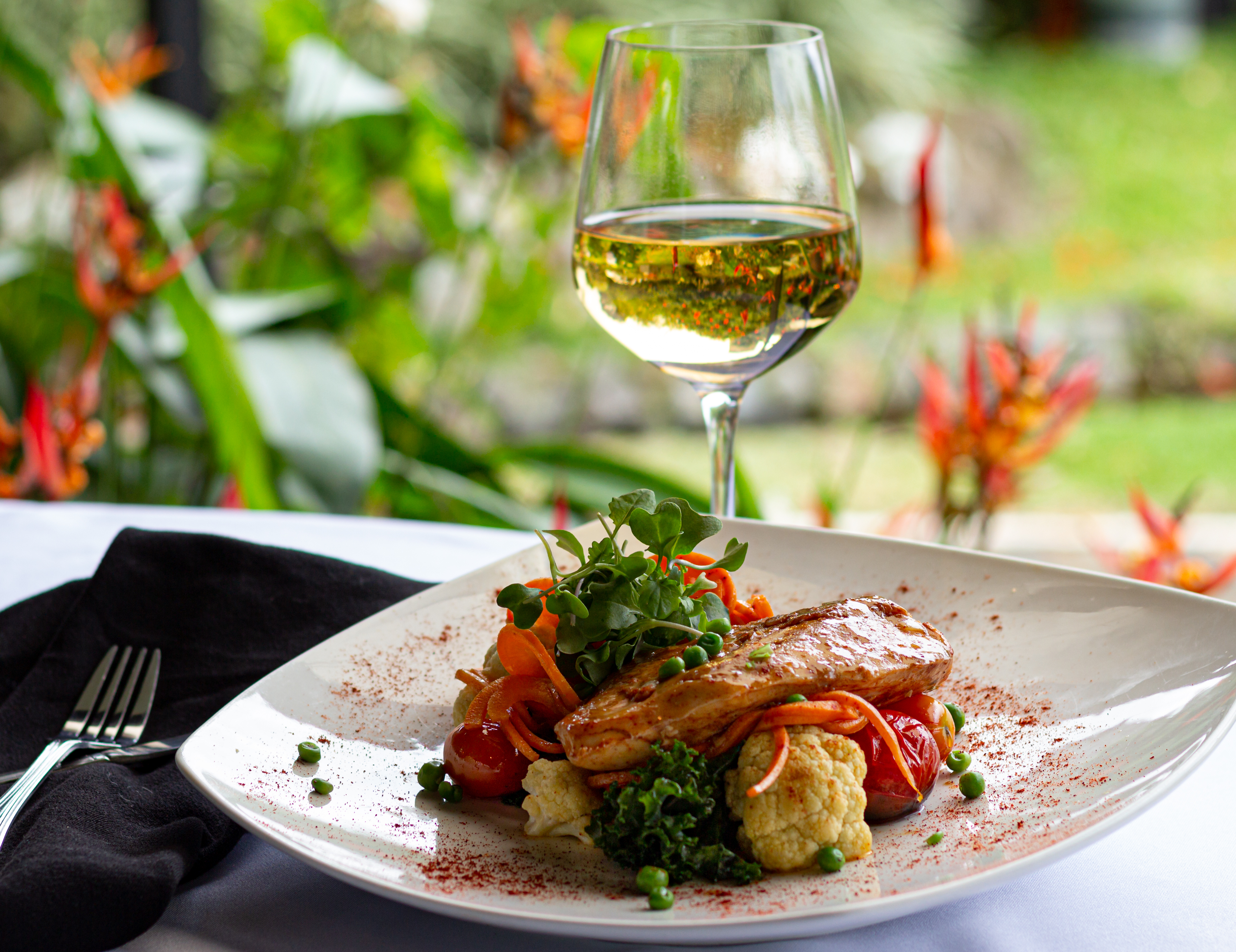
Bữa tối với món thịt gà

Trong văn hoá Trung Quốc, con gà nằm trong 12 con giáp và nó biểu tượng cho sự trung thực, sức khoẻ và đức tính dũng cảm. Ngoài ra, con vật được cho là mang tính dương, đem lại sự may mắn. Tiếng gáy của gà trống báo hiệu ngày mới, xua tan màn đêm và những thứ tà ma xó xỉnh. Trong tiếng Hoa, "đại kê" (gà trống) gần âm với từ "đại cát" mang ý nghĩa may mắn, tốt lành và vào năm Dậu, người ta kiêng giết thịt gà cúng đầu năm vì tránh "sát kê". Gà là một trong tam sinh, lục súc của người Trung Quốc.
Con gà gần gũi với người nông dân Việt Nam, gà là gia cầm quen thuộc, gắn bó mật thiết với cuộc sống hàng ngày của nhà nông, vì vậy, gà xuất hiện nhiều trong ca dao, tục ngữ Trong lối nói dân dã hằng ngày, hình tượng con gà cũng liên tục xuất hiện. Trong đời sống hiện đại, còn xuất hiện một thuật ngữ mới mang hàm nghĩa ẩn dụ, đó là "gà công nghiệp", từ này nghĩa đen để chỉ giống gà được chăn nuôi theo kiểu công nghiệp, nghĩa bóng để chỉ những người vốn được nuôi dưỡng, bảo bọc quá mức, đến khi ra đời trở nên ngờ nghệch, thụ động, thiếu trải nghiệm, thiếu khả năng tự xoay xở, con gà đôi khi cũng đồng nhất với gái mại dâm (gà móng đỏ)
Ở Hàn Quốc, người ta tin rằng gà trống hiểu rõ về thời gian và là biểu tượng của sự bắt đầu một niềm hy vọng mới hay điềm báo một điều tốt lành. Khi con gà cất tiếng gáy, mọi điều xấu xa, đen đủi đều tan biến. Gà trống là họa tiết quen thuộc trên mái nhà của các cung điện cổ xưa. Trong lễ cưới ở Hàn Quốc, không thể thiếu một đôi gà được bọc bằng vải xanh và vải đỏ đặt ở bàn cưới. Hôn nhân cũng là một chặng đường mới của mỗi một người. Bởi vậy, gà trống với tiếng gáy vang xa báo hiệu một ngày mới, một khởi đầu mới tốt đẹp. Con gà mái hiền lành với niềm tin rằng gia đình sẽ đông con nhiều cháu. Điều này có ý nghĩa quan trọng đối với một xã hội nông nghiệp truyền thống. Gia đình mong rằng cô dâu mới sẽ có thể sinh nở thuận lợi, xây dựng một cuộc sống gia đình bền vững, hạnh phúc.
Ở Nhật Bản, gà được xem là con vật linh thiêng, hình ảnh của chúng gắn liền với những câu chuyện thần thoại. Đối với người Nhật, con gà trống là một loài vật linh thiêng. Người ta cho rằng tiếng gáy của gà trống khiến cho nữ thần Mặt Trời Amaterasu phải bước ra khỏi nơi ẩn náu, tỏa ánh sáng ấm áp muôn nơi. Khả năng chiến đấu của gà trống cũng là một biểu tượng cho sự dũng cảm trong khi đó việc báo hiệu bình minh lại biểu hiện sự đáng tin cậy (giống gà Shamo). Chính vì thế, Nhật Bản còn có riêng một lễ hội Gà trống với tên gọi "Tori no Ichi", thường diễn ra vào tháng 11. Vào thời kỳ Edo, lễ hội mang ý nghĩa cầu bình an, thịnh vượng, sung túc. Thế nhưng, trước đó, người Nhật Bản đã cúng gà vào dịp này với mục đích cảm tạ trời đất, thần linh đã giúp cho mùa màng bội thu.

### Chim sẻ

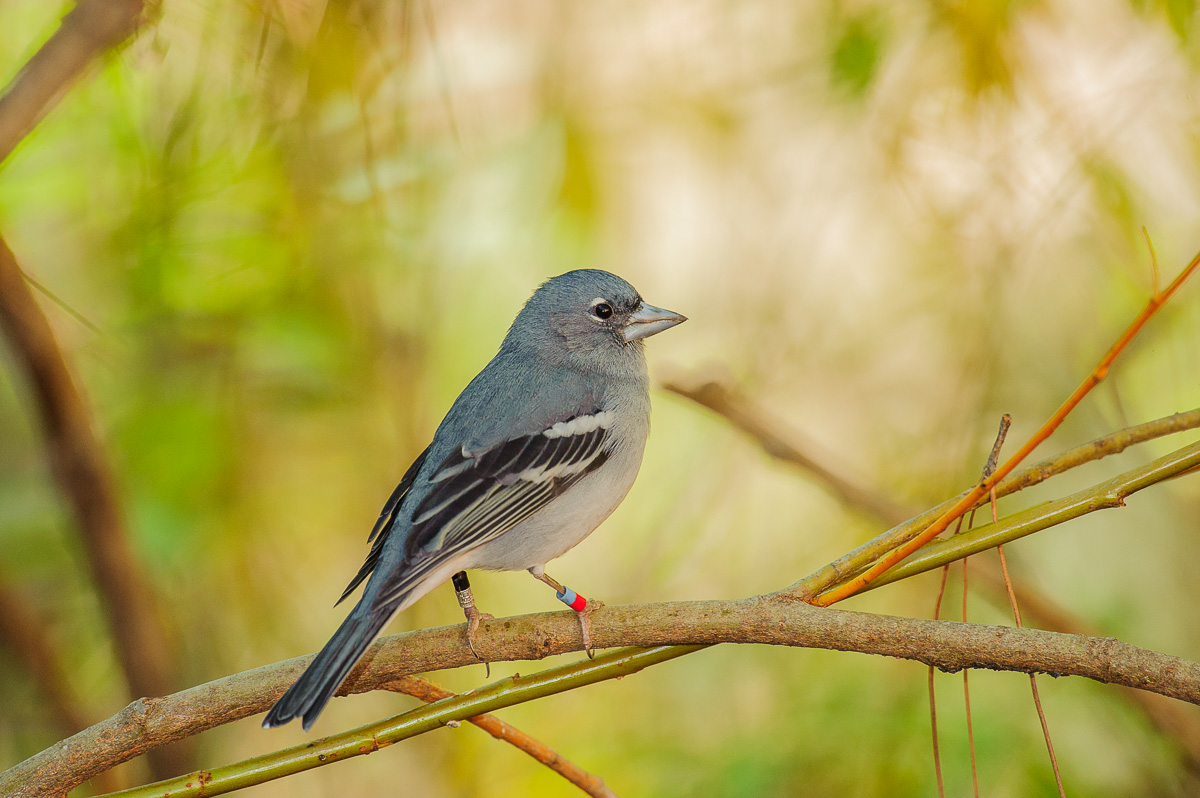
Một con chim sẻ

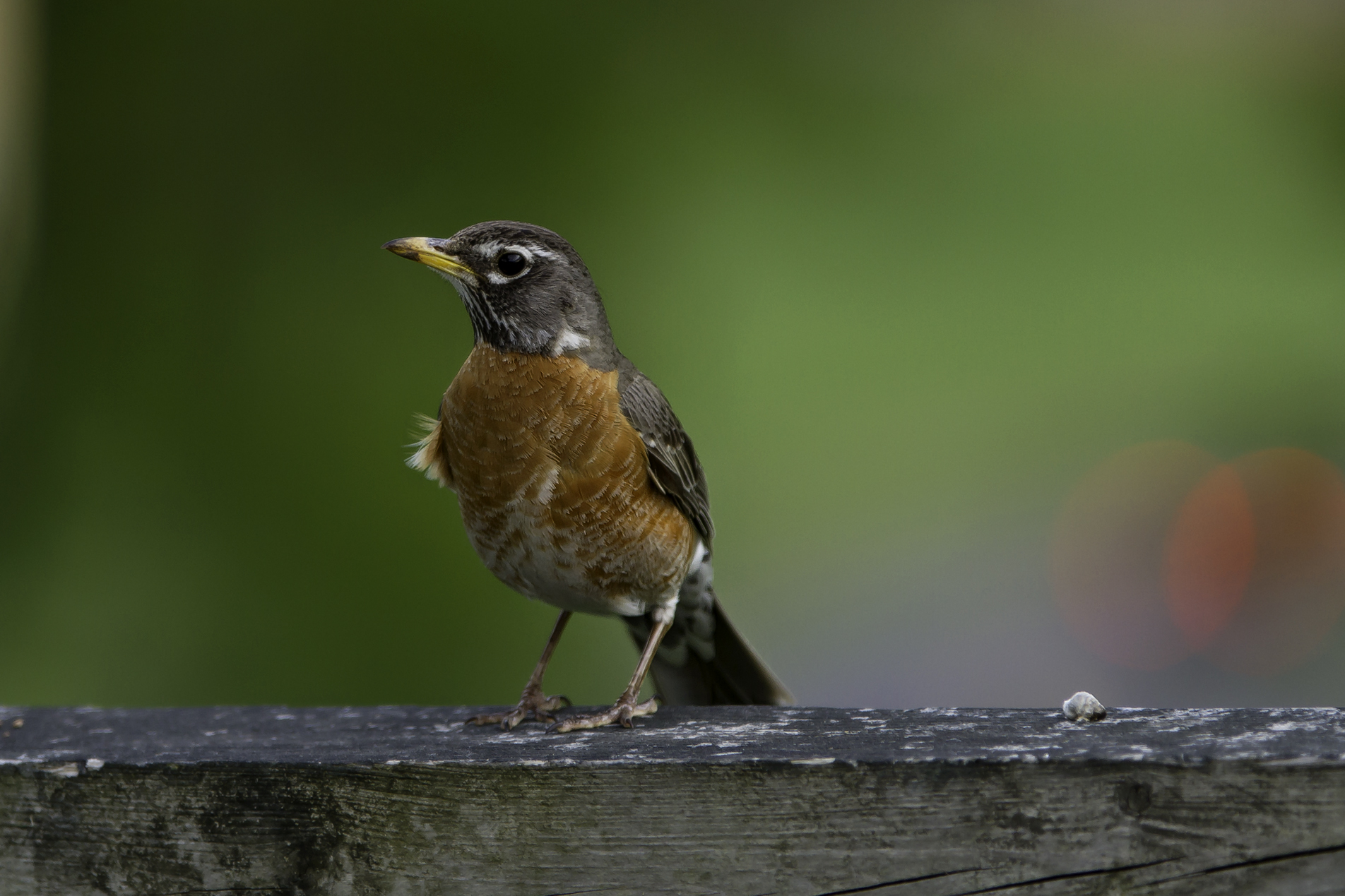
Một chú chim nhỏ

Chim sẻ được nhắc đến nhiều trong nền văn hóa dân gian và tín ngưỡng. Hình ảnh chim sẻ xuất hiện trong rất nhiều tác phẩm văn học. Thậm chí loài chim này còn được đề cập trong Kinh thánh. Ngày nay, chim sẻ vẫn được xuất hiện nhiều trong văn học. Chúng được mô tả như người bắt giữ linh hồn trong câu chuyện kinh dị, hoặc loài chim được yêu thích trong các áng văn thơ đậm chất trữ tình. Chim sẻ là đề tài cho các nhà thơ Hy Lạp–La Mã cổ đại và nhiều bản ghi chép tôn giáo.
Trong Kinh Thánh, chúng được đề cập đến như là thứ cúng dường mà những người dân nghèo dâng lên cho Thiên Chúa. Khi này chim sẻ được xem là biểu tượng của tấm lòng thành kính mà con người gửi đến Chúa. Ở một số ghi chép khác, chim sẻ chính là hóa thân của Thiên Chúa và tình yêu mà Ngài dành cho vạn vật. Matthew 10:29: "Không phải cả hai con chim sẻ được bán với giá một đồng tiền sao? Và không một chú chim nào rơi xuống đất từ Cha của bạn".
Chim sẻ là một trong những biểu tượng tình yêu trong thần thoại Hy Lạp. Đây là loài chim linh thiêng gắn liền với nữ thần tình yêu Aphrodite, nó tượng trưng cho một tình yêu đích thực và sự kết nối tâm linh mạnh mẽ nhưng chim sẻ lại không được gắn liền với những ham muốn thể xác. Tại thành Troy, 9 con chim sẻ bị rắn ăn thịt được xem là điềm báo trước cho 9 năm chiến tranh kéo dài ở nơi này. Trong văn hóa dân gian châu Âu, việc một con chim sẻ bay vào nhà được xem là một dấu hiệu dự báo cái chết sắp xảy ra. Khi này người ta nhất định phải bắt và giết chết nó, nếu không cha hoặc mẹ của họ sẽ chết, hoặc người bắt chim sẻ phải giết nó, nếu không người đó sẽ chết. Tuy nhiên, điều may mắn là chim sẻ rất hiếm khi bay vào nhà của người dân và không còn tin tưởng về điềm báo cái chết của chim sẻ.
Người Ai Cập cổ đại đưa hình ảnh của chim sẻ vào hệ thống chữ tượng hình của mình. Nó mang ý nghĩa là "nhỏ", "hẹp", hoặc "xấu xa" và chim sẻ là kẻ bắt giữ linh hồn của người đã khuất và đưa họ đến thế giới bên kia. Do đó, những người thủy thủ thường sẽ xăm hình chim sẻ trên người với hy vọng nếu như họ bỏ xác nơi biển khơi, linh hồn của họ sẽ được chim sẻ đưa sang thế giới bên kia. Tại Indonesia, việc một con chim sẻ bay vào nhà là điềm báo may mắn, và sẽ đặc biệt may mắn hơn khi nó làm tổ trong nhà, có thể một đám cưới sẽ sớm được diễn ra, hoặc người phụ nữ nhìn thấy chim sẻ trong ngày lễ tình yêu sẽ có được hạnh phúc sau khi kết hôn với một người đàn ông nghèo, tiếng kêu của chim sẻ được cho là sẽ mang đến những cơn mưa cho các cánh đồng khô cằn.

### Chim Kơtia

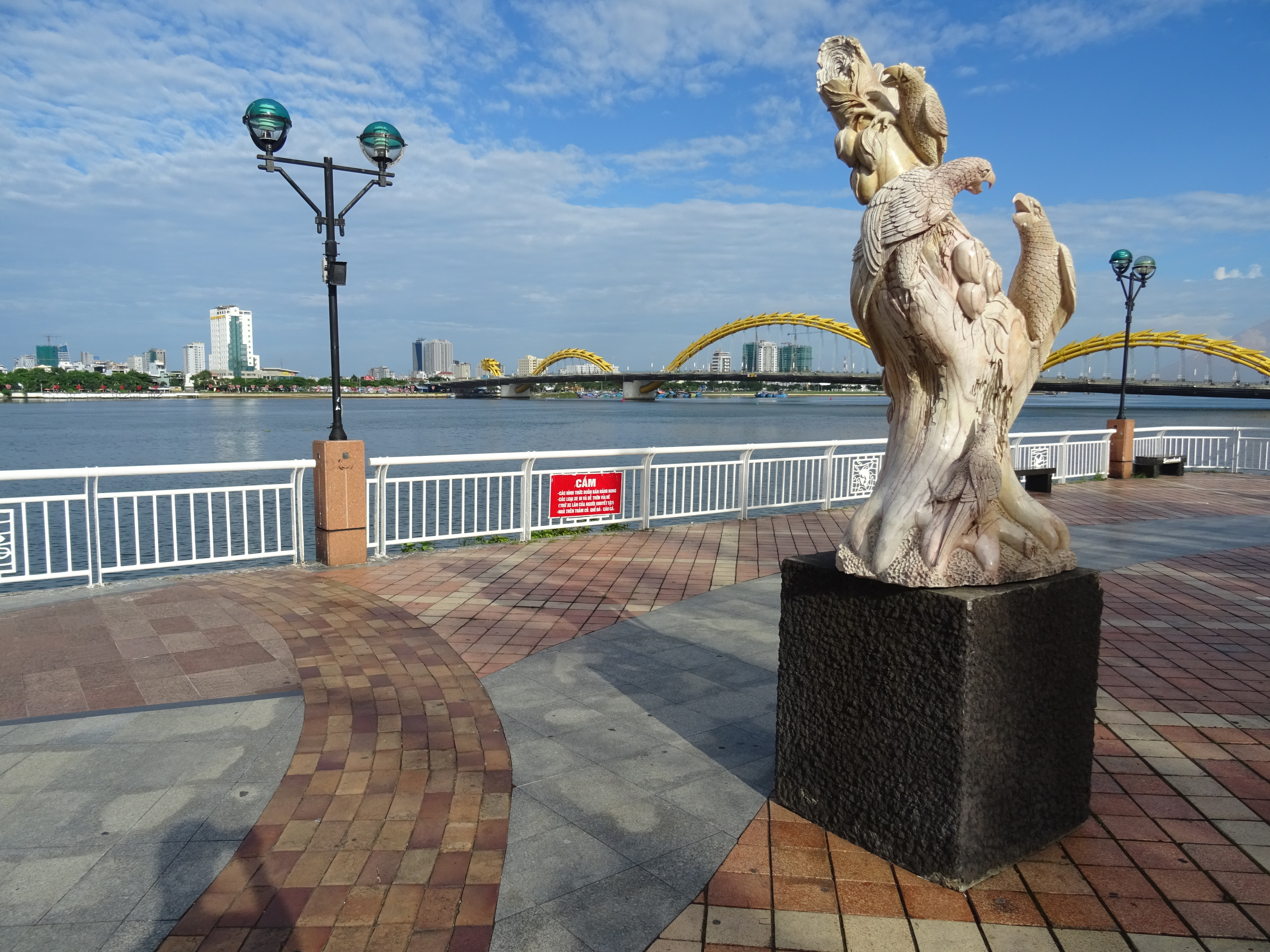
Tượng vẹt ở Đà Nẵng, vẹt chính là loài chim Kơ-tia ở Tây Nguyên

Chim Kơtia/Ktiă theo tiếng người Kinh gọi chính là con vẹt hay con két, đây là loài chim thường kéo về vào mùa thu, mùa xuân, loài chim này gắn liền với cuộc sống sinh hoạt và đặc biệt là số lượng rất đông ở các buôn làng Tây Nguyên, đây cũng là là loài chim ám ảnh đối với mùa màng của bà con Tây Nguyên. Nhiều ngường thường đoán chim Kơtia là loài chim thân thiết với đồng bào Tây Nguyên nhưng Kơ-tia không phải loài chim đồng bào Tây Nguyên yêu mến mà ngược lại. Trước đây, Kơ-tia sống thành đàn rất nhiều, chúng có cách bay rất đặc biệt là kiểu vút lên cao rồi nghiêng cánh lao thẳng xuống đất, rất hùng dũng, đồng thời màu lông sặc sỡ khiến cánh lính trẻ thích thú và tạo nguồn cảm hứng thi ca. Mỗi lần nghiêng cánh là lúc chúng tìm thức ăn, mà Kơ-tia toàn ăn nông sản trên nương nên đồng bào không thích loài chim này, tìm đủ cách xua đuổi
Chim Kơ-tia đã gắn với hình ảnh "chim kơtia bay tới" Đắk Krông qua điệp khúc "Chim kơtia bay tới, nghiêng cánh chào Đắk Krông" (bài hát "Đắk-krông mùa xuân về"/nhạc sĩ Tố Hải), cái tên kơtia khá dễ nhớ và gắn liền với hai bài hát "Ơi chim Ktiă" của nhạc sĩ Y Sơn Niê và Đắk Krông mùa xuân về của nhạc sĩ Tố Hải. Việc ra đời cây đàn T’rưng cũng có liên quan đến loài chim kơtia, ngày xưa khi chưa có nhiều cách để đuổi chim khỏi nương rẫy, người dân tộc Ba Na và người dân tộc Jarai thường dùng cành khô gõ vào ống cây lồ ô, khi gõ mạnh thì phát ra âm thanh lớn khiến chim hoảng sợ bỏ đi. Rồi dần dần người ta phát hiện chất liệu âm thanh đặc biệt của dụng cụ đuổi chim này và chế tác nên cây đàn T’rưng.
Đối với người Ê Đê thì chim kơtia không phải là con vật linh thiêng mà ngược lại, người Ê Đê thường tìm cách bắt kơtia và coi đó là loài chim gây hại. Kơtia cũng không biết hót mà âm thanh loài chim này phát ra chỉ là tiếng kêu rất khó nghe, loài chim này gắn liền trong cuộc sống của người dân với hình ảnh con vật gây hại, thường bay từng đàn và kêu inh ỏi náo động ở những nơi chúng đi qua. Dù được coi là loài chim gây hại đối với dân trồng bắp lúa trên nương rẫy nhưng kơtia lại được người Kinh rất yêu thích vì có vẻ bề ngoài bắt mắt, mỏ cong vút, chân ngắn và lông màu xanh tươi, có màu sắc sặc sỡ, nếu sau một thời gian nuôi và chịu khó tập luyện, kơtia có thể nhái được một số tiếng người. Những chú chim sau khi đánh bẫy được buộc chân vào cành cây rồi chờ người đến mua, số chim người dân bày bán ở đường chính là chim kơtia. 